# 阪神電気鉄道

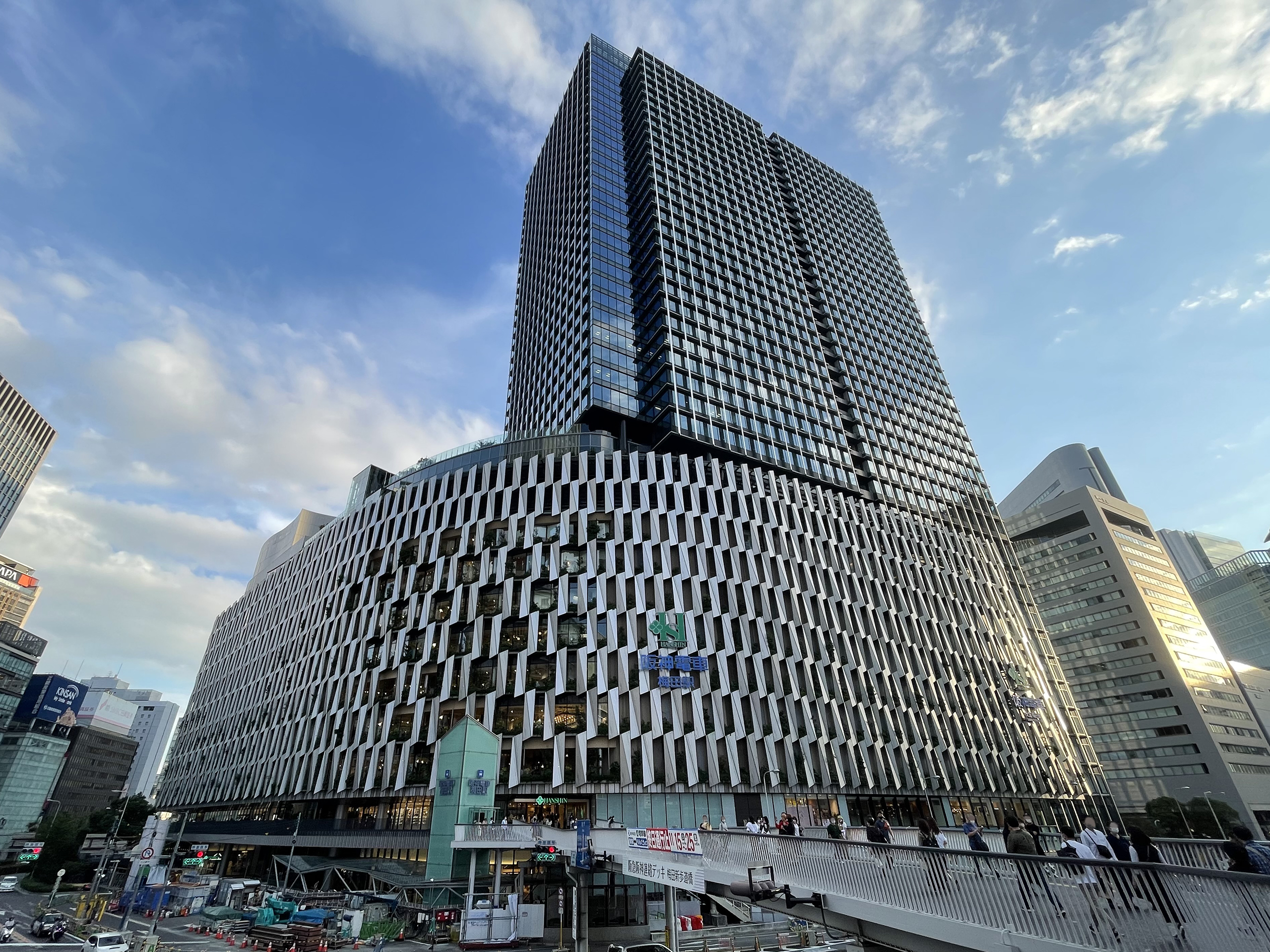
阪神電鉄大阪梅田駅と阪神百貨店梅田本店

阪神電気鉄道株式会社（はんしんでんきてつどう、英: Hanshin Electric Railway Co., Ltd.）は、大阪と神戸を結ぶ鉄道を運営している会社。通称は「阪神電鉄」または「阪神電車」、略称は「阪神」。阪急阪神ホールディングスの完全子会社であり、阪急阪神東宝グループの企業である。日本の大手私鉄の一つである。ブランドスローガンは「“たいせつ”がギュッと。」。

## 会社概要
本社所在地は大阪府大阪市福島区海老江一丁目1番24号（阪神本線 野田駅前）。他に東京事務所を東京都千代田区有楽町一丁目5番2号 東宝ツインタワービル5階に置いている。
会社名の通り、大阪 - 神戸間およびその沿線地域（阪神間・阪神都市圏）の輸送を担う電気鉄道を運営しており、都市間電気鉄道（インターアーバン）としては日本で最も古く、1905年に営業を開始している。2021年3月時点の鉄道事業の営業キロは48.9 kmであり、大手私鉄では相模鉄道（相鉄）に次いで総営業距離が短い。
また、プロ野球球団「阪神タイガース」の親会社であり、阪神タイガースの本拠地である阪神甲子園球場（兵庫県西宮市）は阪神本線甲子園駅前にある。
2006年6月19日に村上ファンドによる買収問題を発端とする株式公開買い付け (TOB) が成立し、阪急電鉄の持株会社である阪急ホールディングスの連結子会社 (64.76%) となった。同年10月1日には阪神電気鉄道株1株につき阪急ホールディングス株1.4株を割り当てる株式交換を実施し、阪急ホールディングスから商号を変更した阪急阪神ホールディングスの完全子会社となった（詳細は「阪急・阪神経営統合」を参照）。

## 社章・プロモーションシンボル
社章は1899年（明治32年）の創業以来のもので、稲妻（電気）とレールの断面（鉄道）を組み合わせたものである。その意匠に「阪神」を想起させる要素は全くないが、これは創業当時、日本国内で電気鉄道を営業していた他社は小型の市内電車ばかりであり、阪神電気鉄道のような都市間大型電車は他に類を見ないものであったため、他社と区別する必要が無かったためである。
2013年（平成25年）には社章とは別にプロモーションシンボルを制定した（同時に「阪神電車」のロゴも制定されている）。ハート形の意匠は沿線住民の緩やかな繋がりや暮らしで感じる心地よさを象徴し、フリーハンドで描いたような曖昧な輪郭にすることで沿線のあたたかさや人間味を、マルチカラーのカラーリングで沿線の多様性を表現している。
プロモーションシンボル制定の際に設定された「“たいせつ”がギュッと。」というキャッチフレーズは、2024年（令和6年）3月より阪神グループ全体のブランドスローガンに改められ、ロゴマークも刷新された。“あたたかさ”、“ほんまもん”、“先進性”という3つの提供価値を標榜するスローガンに合わせ、テキストロゴを手書き風にし、カラーはブルーグリーンを採用した。この他、グループ事業の多様性を象徴する直線を交差させた虹色のグラデーションが設定されている。

社章
プロモーションシンボルとキャッチフレーズ（2013年制定）
阪神グループのブランドスローガンとロゴマーク（2024年制定）

## 歴史

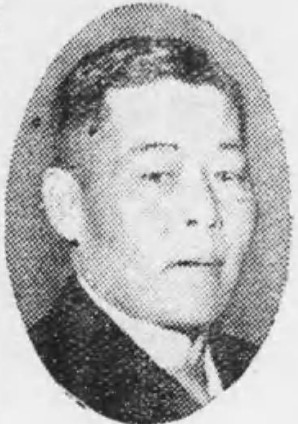
三崎省三は三吉電機工場で国産初の電車を手掛け、1899年に阪神電鉄に招かれて技師長となり、1917年より専務を務めた

京都電気鉄道、名古屋電気鉄道、大師電気鉄道、小田原電気鉄道、豊州電気鉄道、江之島電気鉄道、宮川電気、東京電車鉄道、東京市街鉄道、東京電気鉄道、大阪市営電気鉄道、横浜電気鉄道、土佐電気鉄道に続く日本で14番目の電鉄運営事業者であり、開業当初の線区が現在も存続するものとしては日本で4番目に古い（いずれも日本の普通鉄道では初めての電車運転（1904年）である甲武鉄道を除く）。大阪と神戸という大都市を結んで、日本における都市間電気鉄道（インターアーバン）の先駆けにもなった。電気を表徴する稲妻でレール断面を菱形に囲んだだけの、開業以来変わらぬシンプルな社紋に、その歴史が現れている（大手私鉄で円形をモチーフにした社紋を採用したことがないのは阪神のみである）。
1894年（明治27年）3月、大阪 - 神戸間を広軌高速の電気鉄道で結ぶことを目的に、阪神間の財界人ら30名が摂津電気鉄道を設立発起する。発起人には、小曽根喜一郎、辰馬喜十郎、中島成教 、小西新右衛門 、村野山人、神田兵右衛門、藤田松太郎、直木政之介、川崎正蔵らが名を連ねた。
1896年（明治29年）、田中市兵衛、外山脩造、川上左七郎、前川槇造、大阪発起人総代により広瀬宰平、藤田伝三郎、豊田文三郎、岡橋治助らを加え発起人会が発足する。1899年（明治32年）6月に、社名を摂津電気鉄道株式会社として社長に外山脩造を迎えて設立。同年7月に阪神電気鉄道株式会社に改称した。
阪神は大阪 - 神戸間の並行線開業に反対する鉄道作業局が所管する私設鉄道法ではなく、内務省と鉄道作業局が共同で所管していた軌道条例に依拠し、さらに当時の内務省幹部であった古市公威から「線路のどこかが道路上にあればよかろう」との了解を得ることで、ほぼ全線を高速運転に有利な専用軌道にするという、法の抜け穴を突いた奇策によって1905年（明治38年）4月に神戸（三宮駅） - 大阪（出入橋駅）間の本線を開業した。従来の路面電車に比べ、軌道・車両ともに高規格の設備は、当時の阪神電鉄技師長であり建設時にもアメリカ視察を行った三崎省三の意向を反映したもので、建設ブームの真っ只中にあったアメリカのインターアーバンに範を採ったものであった。
1920年（大正9年）にメインの路線である本線に並行して、阪神急行電鉄（現在の阪急電鉄）が神戸本線を開業させると、乗客獲得競争を繰り広げるようになった。それは、車内でハンカチを乗客に無料配布するといった身近なものから、他社の営業活動をお互いに妨害するという過激な事態にも及んだ（詳しくは「阪神急行電鉄」を参照）。阪神はこの頃から、大阪 - 神戸間の多頻度運転を進めることになり、「待たずに乗れる阪神電車」と言うキャッチフレーズがよく知られるようになった。2006年（平成18年）の経営統合後の阪急電鉄は兄弟会社となり、共存共栄・棲み分けがはかられている。
沿革は公式サイトも参照。

### 年表

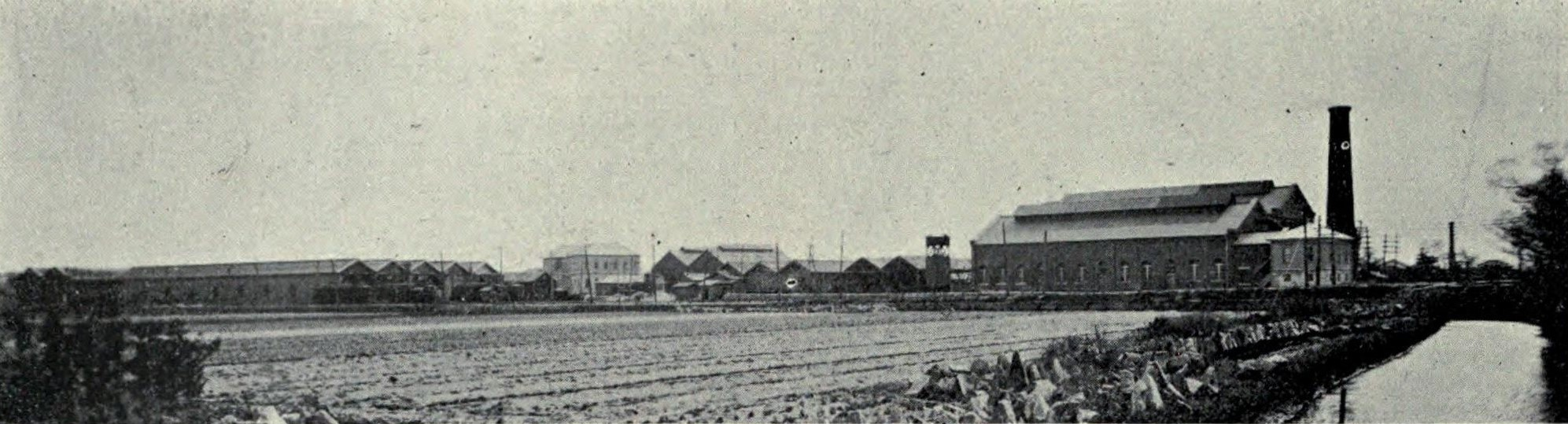
阪神電気鉄道第二発電所と車庫

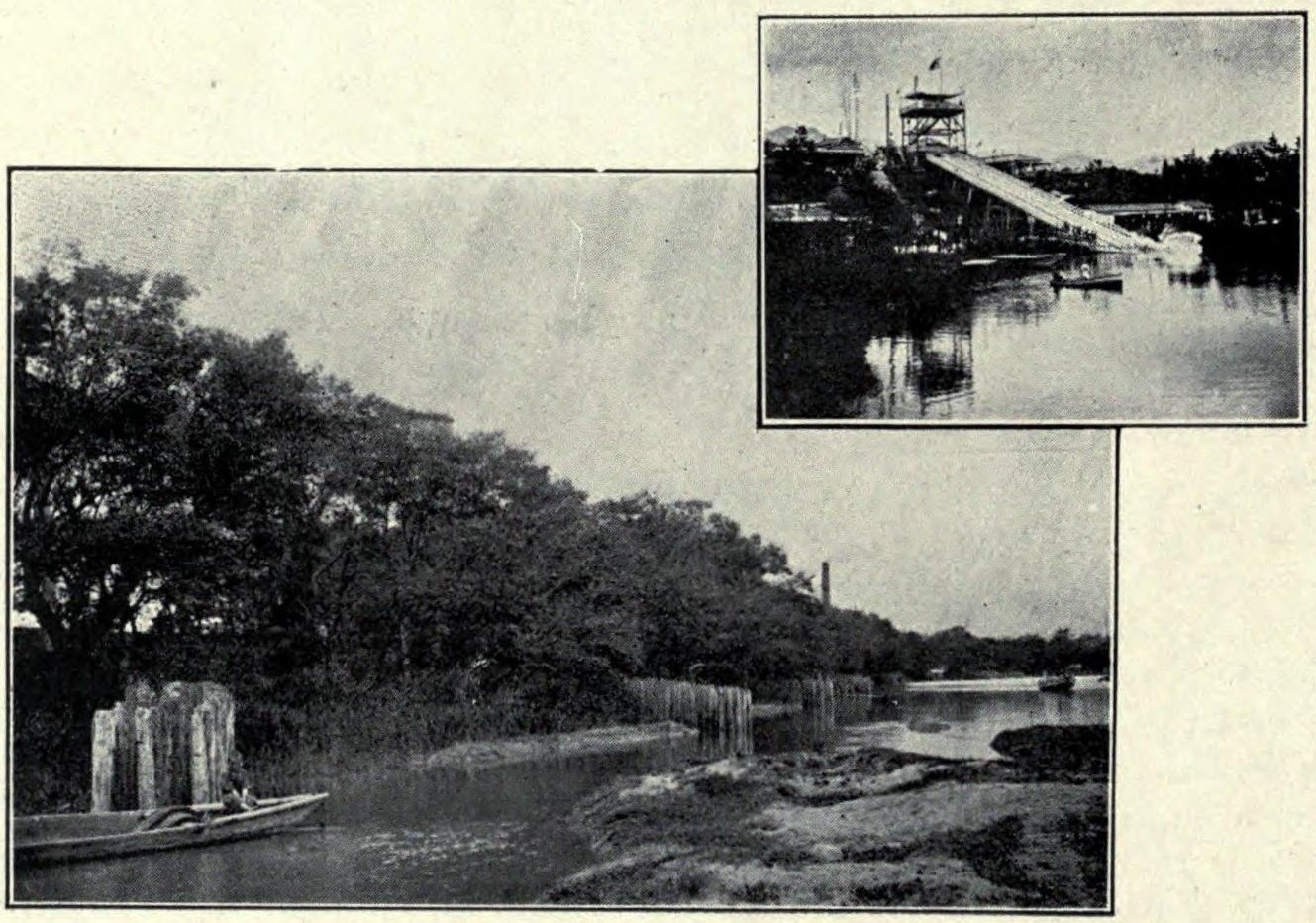
沿線の名所、左門殿川河岸と香櫨園遊園地（右上）

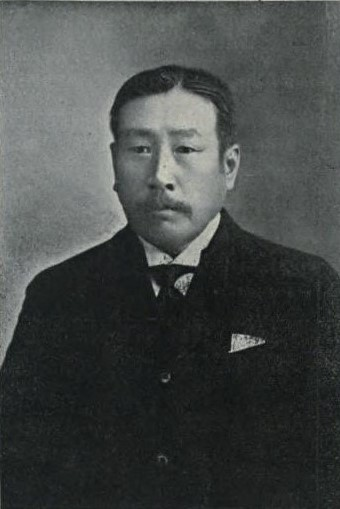
今西林三郎（阪神電気鉄道第3代代表取締役、大阪商工会議所第9代会頭）

- 1893年（明治26年） 谷新太郎外4名は資本金30万円をもって神阪電気鉄道株式会社設立を発起（後に発起人に鹿島秀麿外4名追加）[15]。
- 1894年（明治27年） 小西新右衛門外19名を発起人に追加、社名を摂津電気鉄道株式会社と改称[15]。
- 1895年（明治28年） 藤田伝三郎、外山脩造外8名が資本金120万円をもって坂神電気鉄道株式会社設立を発起（後発起人に今西林三郎外8名を追加）[15]。
- 1896年（明治29年） 摂津電気鉄道、坂神電気鉄道、合併契約を締結[15]。
- 1899年（明治32年）
  - 6月12日 摂津電気鉄道株式会社として設立（資本金150万円）。
  - 7月7日 阪神電気鉄道株式会社に社名変更。
- 1902年（明治35年） 東京証券取引所・大阪証券取引所に株式上場。
- 1905年（明治38年）4月12日 本線 神戸（三宮駅） - 大阪（出入橋駅）間が開業[16]。
- 1907年（明治40年）4月1日 香櫨園遊園地開設[16]。
- 1908年（明治41年）10月5日 電力供給事業営業開始[16]。詳細は関西私鉄の電力供給事業を参照。
- 1911年（明治45年）1月10日 北大阪電気軌道を合併[16]。
- 1914年（大正3年）8月19日 北大阪線開業[16]。
- 1924年（大正13年）
  - 1月20日 伝法線（後の西大阪線、現在の阪神なんば線）開業[16]。
  - 8月1日 阪神甲子園球場開場[16]。
- 1926年（大正15年）7月16日 甲子園線開業[16]。
- 1928年（昭和3年）4月1日 阪神国道電軌を合併し、国道線とする[16]。
- 1929年（昭和4年）4月14日 尼崎海岸線開業[16]。
- 1933年（昭和8年）
  - 3月29日 付帯事業として、旧梅田停留場に「阪神マート」を開業（阪神百貨店の前身）[16]。
  - 6月17日 岩屋駅 - 三宮駅（現在の神戸三宮駅）間の地下新線開業[16]。
- 1935年（昭和10年）12月10日 株式会社大阪野球倶楽部（大阪タイガース）を設立（1961年〈昭和36年〉4月1日付で株式会社阪神タイガースに商号・球団名変更）。
- 1943年（昭和18年）11月21日 武庫川線開業。
- 1944年（昭和19年）8月17日 武庫川線 武庫大橋駅 - 武庫川駅間の延伸で阪神の路線総延長が最長の76.5kmとなる[17]。
- 1949年（昭和24年）11月17日 阪神国道自動車（阪国バス）を合併。
- 1954年（昭和29年）
  - 列車用誘導無線装置を導入。
  - 9月15日 初の大型車両3011形導入。梅田駅 - 三宮駅間ノンストップ特急運転開始。
- 1957年（昭和32年）4月17日 百貨店事業を分離独立する形で株式会社阪神百貨店が設立。
- 1958年（昭和33年）7月24日 ジェットカー5001形（初代）営業運転開始。
- 1962年（昭和37年）12月1日 尼崎海岸線廃止（これにより当時の路線総延長は休止区間を含めて75.6kmとなる。以下も路線総延長に休止区間含む。2年後の西九条駅延伸で総延長は0.8km追加される）。
- 1967年（昭和42年）7月 神戸市内の高架工事完成により本線の線路を移設。これにより石屋川車庫開設。新在家車庫が廃止される。
- 1968年（昭和43年）4月7日 神戸高速鉄道が開業。山陽電気鉄道と相互直通運転開始。
- 1970年（昭和45年）7月1日 日本初の電機子チョッパ制御装置（力行のみ）採用の7001・7101形営業運転開始。
- 1971年（昭和46年） 元町駅 - 青木駅間で列車運行管理システム（PTC）を導入[18]。
- 1972年（昭和47年）10月5日 尼崎駅に自動改札機（11台）を初設置[19]。1982年（昭和57年）2月28日には改集札業務の自動化が完了[20]。
- 1975年（昭和50年）5月6日 国道線・甲子園線・北大阪線全線廃止（当時の路線総延長41.0km）。
- 1977年（昭和52年）12月27日 全線を軌道法に基づく軌道から地方鉄道法に基づく鉄道に変更。
- 1983年（昭和58年）4月30日 営業用全車両の冷房化を完了（日本の民鉄界で初）。ただしこの時点では武庫川線は冷房電源のない3301形の単行で運行されていたため、冷房は使用できなかった。
- 1984年（昭和59年）4月3日 武庫川線洲先駅 - 武庫川団地前駅間0.6km延伸開業（当時の路線総延長41.6km。翌1985年の同線休止区間の廃止で40.1kmとなる）。同線が2両編成での運行となり、全線全営業列車での冷房使用を開始。
- 1985年（昭和60年）8月12日 運輸省（現・国土交通省）で日本民営鉄道協会の会議が行われたが、代表取締役社長で阪神タイガース球団オーナーである久万俊二郎が私用で出席できなくなり、専務取締役鉄道事業本部長でタイガース球団社長の中埜肇と常務取締役の石田一雄の2人が代理でこの会議に出席。終了後、帰阪のために羽田発伊丹行日本航空123便に搭乗し、その墜落事故で犠牲となった。
- 1986年（昭和61年）6月 本線全線と西大阪線にPTCを導入[18]。
- 1988年（昭和63年）4月1日 元町駅 - 西代駅間の第2種鉄道事業（第3種鉄道事業者：神戸高速鉄道）開始。
- 1989年（平成元年）
  - 4月29日冷房車に弱冷車を導入。
  - 12月31日初めて大晦日終夜運転を実施。
- 1990年（平成2年）9月1日 甲子園駅と西宮駅に接近・発車メロディを導入[21]。同年、10月上旬までに本線・武庫川線の37駅に導入し、翌年春までに西大阪線にも導入[21]。
- 1992年（平成4年）5月18日 本社を梅田[注 4]から野田阪神ビルに移転[22]。
- 1995年（平成7年）
  - 1月17日 兵庫県南部地震（阪神・淡路大震災）が発生し、各線および石屋川車庫が甚大な被害を受ける。赤胴車（特急・急行用車両）33両、青胴車（各駅停車用車両）8両の計41両が廃車。
  - 1月18日 本線の梅田駅 - 甲子園駅間と西大阪線が運行再開。
  - 1月26日 武庫川線が復旧。
  - 6月26日 本線が全線復旧。
  - 9月1日 運賃改定に伴い時差回数券、土休日回数券導入。
  - 11月1日 5500系営業運転開始。
- 1996年（平成8年）
  - 3月20日
    - 石屋川車庫が復旧[23]。9000系営業運転開始で震災前の車両数に復旧[24]。
    - スルッとKANSAI対応「らくやんカード」発売開始[25]。
- 1998年（平成10年）2月15日 梅田駅 - 山陽姫路駅間に直通特急を運転開始。
- 2001年（平成13年）3月10日 9300系営業運転開始。
- 2005年（平成17年）10月1日 株式交換により、株式会社阪神百貨店を完全子会社化。
- 2006年（平成18年）
  - 2月1日 PiTaPa導入。阪神はCoCoNet PiTaPaカードを発行。同時にICOCAも利用可能に。
  - 6月27日 阪急ホールディングスが実施した阪神電気鉄道へのTOB（株式公開買い付け）成立（6月19日）により買い付けの決済が行われ、阪急ホールディングスの子会社（持株比率64.76%）となる。
  - 6月29日 株主総会にて阪急ホールディングスとの経営統合が承認。
  - 9月26日 東京証券取引所・大阪証券取引所上場廃止。
  - 10月1日 阪急阪神ホールディングス（旧・阪急ホールディングス）の完全子会社となる（戦後初の大手私鉄の経営統合。株式買収問題の経緯については「阪急・阪神経営統合」を参照）。
- 2007年（平成19年）
  - 10月1日 これまでのCoCoNet PiTaPaカードに代わりSTACIAカードを発行。
  - 10月5日 1000系営業運転開始。
- 2009年（平成21年）
  - 3月20日 阪神なんば線（西九条駅 - 大阪難波駅間）開業[26]、近畿日本鉄道（近鉄）と相互直通運転開始。西大阪線を阪神なんば線に改称（当時の路線総延長43.9km）。
  - 4月1日 簡易会社分割により直営バス事業（自動車部、阪神電鉄バス）を子会社の阪神バスに全面移管（2006年に一部事業を移管済）。
- 2010年（平成22年）
  - 10月1日 神戸高速鉄道へ委託していた神戸高速線（東西線）の駅業務・運行業務を引き継ぐ（これにより路線総延長は現行の48.9kmとなる）。
  - 12月29日 5550系営業運転開始[27]。
- 2011年（平成23年）9月1日 全線各駅において、構内終日全面禁煙化[28]。
- 2013年（平成25年）
  - 3月23日 Kitaca、PASMO、Suica、manaca、TOICA、nimoca、はやかけん、SUGOCAがIC乗車カード全国相互利用開始と同時に利用可能に。
  - 7月1日 沿線活性化プロモーションを開始し、プロモーションシンボルとキャッチフレーズ「“たいせつ”がギュッと。」を制定[10]。
- 2014年（平成26年）
  - 3月22日 賢島駅 - 神戸三宮駅間で近鉄の特急車両による団体向け臨時貸し切り列車が直通運転開始。
  - 4月1日 全線全駅に駅ナンバリングを導入[29][30]。
  - 5月17日 近鉄名古屋駅 - 甲子園駅間で近鉄の特急車両による団体向け臨時貸し切り列車が直通運転開始（私鉄では過去最長記録）。
- 2015年（平成27年）8月24日 5700系営業運転開始。
- 2016年（平成28年）5月24日 5700系が自社車両として初のブルーリボン賞を受賞[31]。
- 2017年（平成29年）4月1日 「らくやんカード」に代わって「阪急 阪神 能勢 北急レールウェイカード」発売開始[32]。
- 2018年（平成30年）
  - 3月17日 スマートフォン用公式アプリ「阪神アプリ」配信開始[33]。
  - 4月1日 不動産事業を阪急阪神不動産へ譲渡。
- 2019年（平成31年）
  - 1月21日 台湾で桃園メトロを運行する桃園捷運公司と連携協定を締結、自社傘下のタイガースや台湾プロ野球のLamigoモンキーズを含めた相互交流促進を図ることになった。翌日より桃園機場捷運（MRT空港線）の普通車に阪神タイガースや沿線名所をあしらったラッピング列車の運行が開始された[34]。阪神側も3月より台湾仕様のラッピング列車運行を予定している[35]。
  - 3月1日 阪神にてプリペイド式ICカード乗車券「ICOCA」および「ICOCA定期券」の発売開始[36]。あわせて「阪急 阪神 能勢 北急レールウェイカード」の発売を2月28日で終了[37]。
- 2020年（令和2年）
  - 3月14日 同日のダイヤ改正で、阪神本線で運転される営業列車の両数が最大6両編成から8両編成に変更される。
  - 6月18日 NTTドコモと、阪神甲子園球場および阪神タイガースについてのデジタル分野での協業検討合意を発表[38]。
- 2021年（令和3年）2月11日 本線の神戸三宮駅（1番線・3番線）で、阪神では初めてとなる可動式ホーム柵の使用を開始[39]。
- 2022年（令和4年）
  - 9月1日 「ICOCAポイントサービス」を導入[40]。
  - 9月30日 回数乗車券・往復乗車券の発売を終了[40]。
  - 12月23日 阪神では初となる有料座席定員制列車「らくやんライナー」を、2023年（令和5年）1月20日にかけて平日ダイヤの金曜夜間に試験運行[41]。
- 2024年（令和6年）
  - 2月29日 ホームページをリニューアル。同時に、これまで企業情報と鉄道情報とに分かれていたサイトを統合[42]。
  - 3月1日 キャッチフレーズ「“たいせつ”がギュッと。」を阪神グループのブランドスローガンに制定し、ロゴマークを刷新[11]。
  - 4月1日 六甲ケーブルを運営する子会社六甲山観光を神戸六甲鉄道に社名変更し、観光事業を六甲山観光に会社分割。六甲ケーブルを阪神が第三種鉄道事業者として施設を保有し、神戸六甲鉄道が第二種鉄道事業者として運営する上下分離方式に移行[43]。
  - 6月17日 QRコードを活用したデジタル乗車券サービス「スルッとQRtto（スルッとクルット）」開始[44]。
  - 10月29日 クレジットカードなどによるタッチ決済乗車サービス開始（西代駅はサービス開始時点では対応していなかったが、2025年（令和7年）4月1日より対応）[45][46]。

## 鉄道事業

### 路線
本線と阪神なんば線が阪神の主要路線である。

路線図（クリックで拡大）

本線は大阪・キタの大阪梅田駅から神戸随一の繁華街・ターミナル駅の神戸三宮駅を経由して元町駅に至る。JR西日本の東海道本線（JR神戸線）および阪急電鉄の神戸本線と競合関係にあるが、線路の曲線や駅数が多いため、両者より所要時間の面では不利である。また元町駅から西側は神戸高速線を経由して山陽電気鉄道本線の山陽姫路駅まで直通運転を行っている。
阪神なんば線は大阪・ミナミの大阪難波駅から尼崎駅を結ぶ路線であり、大阪難波駅からは近鉄難波線・奈良線に直通して近鉄奈良駅まで至る。2009年の阪神なんば線の開業により、神戸（三宮） - 大阪（難波）- 奈良を結ぶ広大な私鉄ネットワークが完成した。また、山陽電気鉄道に加え近鉄とも直通乗車、阪急に加え、南海とも直接乗り換え可能になり、関西私鉄の大手5社のうち京阪を除く4社の路線とJRや地下鉄を介さずに直接乗り換えることが可能になった。関西大手私鉄では唯一、大阪の二大繁華街であるキタ・ミナミの双方に自社路線で乗り入れている。
明治時代、開業にあたって官鉄線（現在の東海道本線、愛称はJR神戸線）との競合を危惧する鉄道作業局側の反対から私設鉄道法での許可が得られず、この問題を回避するため、当時まだ内務省単独所管だった軌道条例準拠による軌道敷設申請を行った。これは軌道が道路交通の補助であったことに加え、当時の内務省幹部で、土木工学の大家として都市交通について造詣の深かった古市公威から「線路のどこかが道路上にあればよかろう」との了解を得たことで実現した。これらの経緯からと集客を目的として西国街道沿いの集落を結ぶルートを選択した名残で各駅間が平均1kmと短く、駅の数が多い。
1969年より1975年にかけての国道線およびその支線区2線の廃止開始直前の総営業キロは75.1km（うち国道線系34.1km、本線系41.0km）であった。
1975年に国道線など軌道線区間を全廃した時には総営業キロが41.0km（これには当時休止中であった武庫川線の武庫大橋駅 - 武庫川駅間の1.5kmを含む）まで減少し、1984年の武庫川線0.6kmの延伸で41.6kmとなった後、翌1985年の武庫川線休止区間の廃止で40.1kmになった。これに第二種鉄道事業区間の神戸高速線および阪神なんば線延伸区間を含めても48.9kmで、1990年に神奈川県を地盤とする相模鉄道が準大手私鉄から大手私鉄へ昇格するまでは、大手私鉄の中で営業距離が最も短かった。
保有路線は殆ど平野部または臨海部に所在することから、3か所あるトンネルはすべて地下トンネルで、関西の大手私鉄5社で唯一山岳トンネルを保有しないのが特徴である。また、積極的に線路の立体化を進めているのも特徴であり、2022年3月末時点で阪神全線において踏切は23か所のみとなっており、これは大手私鉄16社の中では東京地下鉄（東京メトロ）に次いで2番目に少ない数でもある。
1951年4月1日に武庫郡鳴尾村が西宮市と合併したことにより、関西の大手私鉄では最も早く路線と駅の所在地が全て市となった。
自社線には新幹線乗換駅がない。

#### 現有路線
駅ナンバリングの路線記号は六甲ケーブル線以外はすべて (HS)。六甲ケーブル線は駅ナンバリングを実施していない。
- 本線：大阪梅田駅 - 元町駅 32.1 km
- 阪神なんば線：尼崎駅 - 大阪難波駅（西九条駅 - 大阪難波駅間は阪神が第2種・西大阪高速鉄道が第3種） 10.1 km
- 武庫川線：武庫川駅 - 武庫川団地前駅 1.7 km
- 神戸高速線：元町駅 - 高速神戸駅 - 西代駅（阪神が第2種・神戸高速鉄道が第3種） 5.0 km
- 六甲ケーブル線：六甲ケーブル下駅 - 六甲山上駅（阪神が第3種・神戸六甲鉄道が第2種） 1.7 km[43]

#### 廃止路線
- 北大阪線：野田駅 - 天神橋筋六丁目駅
- 国道線：野田駅 - 東神戸駅間
- 甲子園線：上甲子園 - 甲子園駅 - 浜甲子園駅 - 中津浜駅
- 尼崎海岸線：出屋敷駅 - 東浜駅
- 武庫川線： 武庫川駅 - 武庫大橋駅 - （国鉄）西ノ宮駅（武庫大橋 - 西ノ宮間は国鉄直通の貨物列車のみ運行）

#### 未成線
- 今津出屋敷線：高洲駅 - 洲先駅 - 浜甲子園駅 - 今津駅
- 尼崎宝塚線（宝塚尼崎電気鉄道）：尼崎駅 - 宝塚駅間
- 第二阪神線：梅田駅（現在の大阪梅田駅） - 千鳥橋駅 - 尼崎駅 - 三宮駅 - 湊川駅間

### 他社線との直通運転
- 山陽電気鉄道：1998年2月15日から阪神大阪梅田駅 - 山陽姫路駅間を神戸高速鉄道東西線（現：阪神神戸高速線）を経由して直通特急が相互直通運転している。直通特急のほか阪神からは特急が山陽電気鉄道本線須磨浦公園駅まで乗り入れている。直通特急の運転開始前は、阪神からは山陽電気鉄道本線須磨浦公園駅まで、山陽電気鉄道からは阪神本線大石駅までの乗り入れであった。
- 近畿日本鉄道：2009年3月20日から阪神なんば線・近鉄難波線を経由して、阪神本線神戸三宮駅 - 近鉄奈良線近鉄奈良駅間で相互直通運転している。これに伴い阪神の車両が奈良県を走行するようになった。また、2014年3月22日から近鉄の特急車両による団体向け臨時列車の運行が神戸三宮駅 - 近鉄志摩線賢島駅間で開始された[48][49]。同年5月17日には初めて近鉄名古屋線近鉄名古屋駅 → 阪神本線甲子園駅間でも運転が行われている[50]。

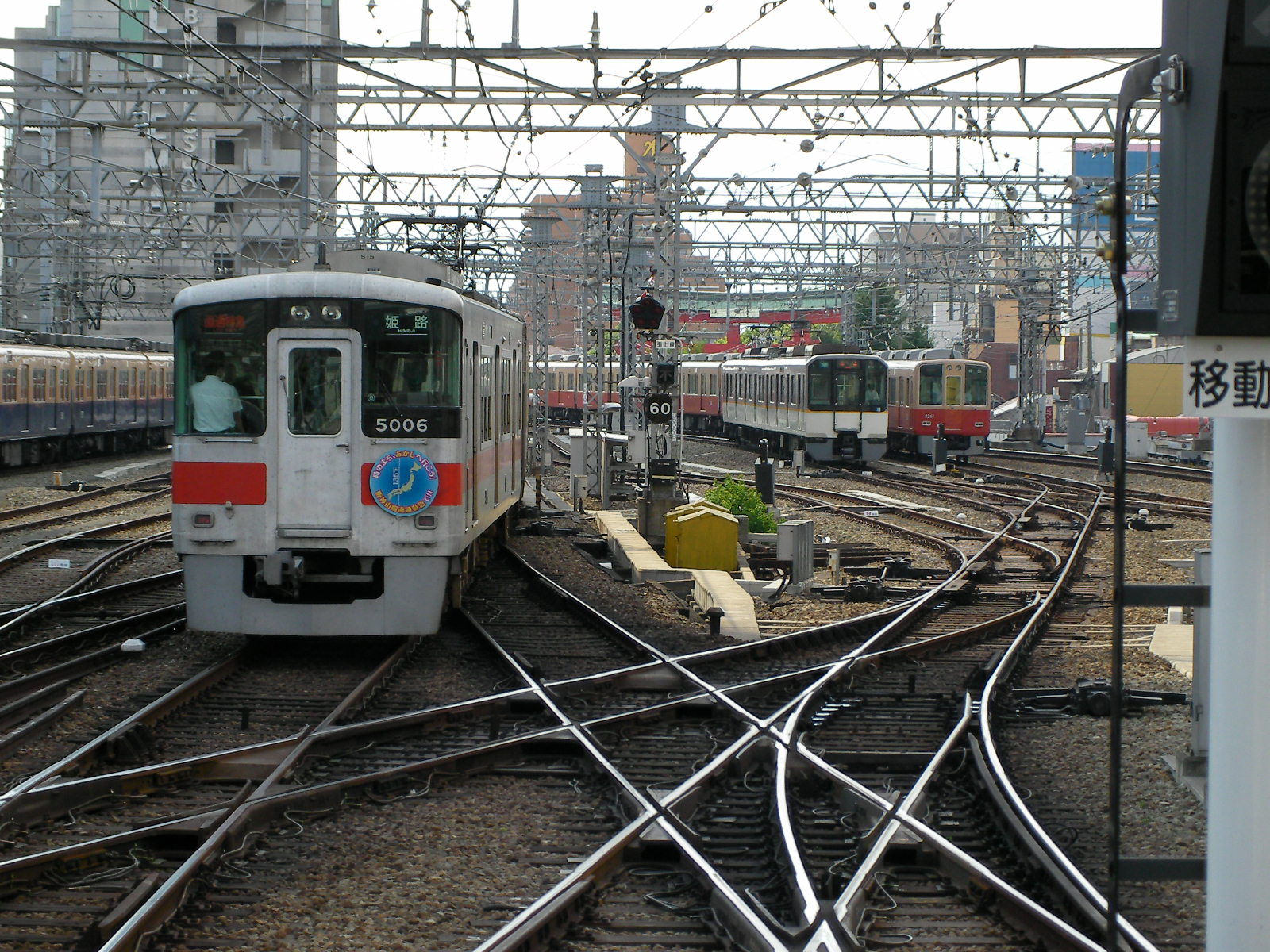
尼崎駅に乗り入れる各社の車両（山陽5000系・近鉄9020系・阪神8000系）

神戸高速鉄道乗り入れ開始時の経緯から、阪神の在籍車では5000番台（5001形など）が直通する山陽5000系列と一部重複する車両番号となっている。また2009年3月20日からは西大阪線延伸に伴う近鉄との相互乗り入れ開始に伴い、奈良線在籍の近鉄5800系と5820系も直通運用に充当され、3社の5000番台形式車が阪神電鉄線上を走ることになった。また近鉄1252系や9820系なども乗り入れるようになったため、1000/9000番台形式も重複する。
2020年までは阪急電鉄の5000系が神戸本線で運用されていたため、神戸高速鉄道には、直通運転に参加している4社全ての鉄道会社の5000系が乗り入れていた。なお阪神の車両が廃車される2003年までは3000系、さらに遡ると2000系も、4社の車両全てが神戸高速鉄道に乗り入れていた。
京阪電気鉄道の開業時には大阪市電を経由して、阪神が京阪天満橋駅まで、京阪が阪神梅田駅（現在の大阪梅田駅）まで直通する構想があり、阪神1形電車と京阪1形は寸法・性能ともほぼ同一で設計されていた。だが後に比較的大型の路面電車を走らせることになる大阪市電は、まだ小型車のみで運行しており、「乗り入れるなら市電と同じサイズで」と要望があったため、折り合いがつかずに頓挫した。
営業運転以外では、2014年7月には尼崎工場で阪急の車両を能勢電鉄仕様に改造するため、阪神の線路上を阪急の車両が走っている（なお、それ以降も複数回、同じく改造目的で阪神の線路上を阪急の車両が走行している）。過去には、1949年に阪急今津線暴走事故で阪急の車両が阪神の線路を走行したことがある。

### 共同使用駅
- 大阪難波駅（近畿日本鉄道の管轄駅）
- 高速神戸駅（阪神の管轄駅、阪急電鉄との共同）
- 新開地駅（同上、阪急電鉄・神戸電鉄との3社共同）
- 西代駅（山陽電気鉄道の管轄駅）

元町駅は2010年10月1日より阪神と神戸高速鉄道の共同使用駅から阪神の単独駅となった。

### 乗降人員上位15駅
- 数値は2023年 (令和5年) 度の一日平均乗降人員。2023年度は『移動等円滑化取組報告書（鉄道駅）』[53]、大阪難波駅の統計と2015年（平成27年）度は『ハンドブック阪神』[54][55]に掲載された統計資料による。
- は2015年 (平成27年) 度と比較して増 () 減 () 増減なし () を表す。
- 増減率は小数第2位を四捨五入した値である。

| 順位 | 駅名       | 人数    | 2015年度比 （%） | 2015年度 順位 | 2015年度 人数 | 路線              | 所在地                                      |
| ---- | ---------- | ------- | ---------------- | ------------- | ------------- | ----------------- | ------------------------------------------- |
| 1    | 大阪梅田駅 | 159,663 | 3.3              | 1             | 165,119       | 本線              | 大阪府大阪市北区                            |
| 2    | 神戸三宮駅 | 107,270 | 2.3              | 2             | 104,865       | 本線              | 兵庫県神戸市中央区                          |
| 3    | 甲子園駅   | 53,843  | 3.2              | 3             | 55,606        | 本線              | 兵庫県西宮市                                |
| 4    | 尼崎駅     | 52,283  | 1.7              | 4             | 51,423        | 本線 阪神なんば線 | 兵庫県尼崎市                                |
| 5    | 西宮駅     | 46,673  | 6.3              | 5             | 43,907        | 本線              | 兵庫県西宮市                                |
| 6    | 西九条駅   | 40,831  | 28.8             | 7             | 31,689        | 阪神なんば線      | 大阪府大阪市此花区                          |
| 7    | 大阪難波駅 | 36,293  | 21.4             | 9             | 29,898        | 阪神なんば線      | 大阪府大阪市中央区                          |
| 8    | 今津駅     | 33,775  | 1.5              | 6             | 33,278        | 本線              | 兵庫県西宮市                                |
| 9    | 野田駅     | 32,293  | 3.2              | 8             | 31,287        | 本線              | 大阪府大阪市福島区                          |
| 10   | 魚崎駅     | 29,528  | 7.1              | 12            | 27,563        | 本線              | 兵庫県神戸市東灘区                          |
| 11   | 武庫川駅   | 27,744  | 3.6              | 10            | 28,780        | 本線 武庫川線     | 兵庫県尼崎市 (本線) 兵庫県西宮市 (武庫川線) |
| 12   | 元町駅     | 27,100  | 4.2              | 11            | 28,287        | 本線 神戸高速線   | 兵庫県神戸市中央区                          |
| 13   | 芦屋駅     | 27,038  | 1.5              | 13            | 27,452        | 本線              | 兵庫県芦屋市                                |
| 14   | 高速神戸駅 | 25,567  | 2.0              | 15            | 25,061        | 神戸高速線        | 兵庫県神戸市中央区                          |
| 15   | 御影駅     | 25,203  | 3.0              | 14            | 25,982        | 本線              | 兵庫県神戸市東灘区                          |

### 車両
かつては子会社に武庫川車両工業を有していた関係で、現有車両は武庫川車両工業製が半数以上を占めている。例外的に9000系全車と5500系の一部が川崎重工業製であるほか、武庫川車両工業が解散してからは5550系のみアルナ車両製（車体のみ）で、それ以降の1000系・5700系は全て近畿車輛製である。なお、1960年代頃までは汽車製造製や日本車輌製造製の車両も在籍していた。
2016年に5700系が鉄道友の会のブルーリボン賞に選定され、阪神の車両として初の鉄道友の会BL賞（ブルーリボン賞・ローレル賞）を受賞した。
2014年から1000系を皮切りに順次、前照灯のLEDへの換装を進めており、2021年の5001形5029Fの廃車をもって関西大手私鉄では京阪電気鉄道に次いで、営業車両全編成の先頭車前照灯のLED化が完了した。また、2015年3月以降、全先頭車の運転席側に「たいせつが、ギュッと」マークを取り付けている。
関西の私鉄では車両を長期間使用することが多いが、阪神ではかつては車両冷房化をいち早く進めたことから、その対象から外された初期の大型車は登場から20年ほどで廃車になる車両も見られた。平成期以降は他社と同様に長期間運用する方針に改めており、経年の古い車両を中心に車内を新型車両並みの水準（化粧板の交換、ドア上部にLED表示器の設置・更新など）となるよう更新工事を行っている。
2025年3月までに、自社で保有する全営業車両の車内に防犯カメラを設置した（8000系は対象外）。
大手私鉄の中ではこれまで唯一、JRグループや他社で見られる復刻塗装を実施した例はない。ただ、7990・7890形の廃車で消滅した赤胴車の復活に対する要望が多かったことを受けて、2025年3月に8000系全車両を対象に赤胴車のカラーリングに変更することを発表した。期間限定ではなく恒久的であるため、阪神電鉄としては復刻塗装ではなく『変更』と発表したが、事実上の復刻塗装となる。同年5月から8215Fを皮切りに3〜4年かけて全編成を赤胴車カラーリングとする。また、路線距離が短いことや通勤需要に特化した路線でもあるため、在阪大手私鉄では京阪電気鉄道とともに観光列車を保有したことが無い。

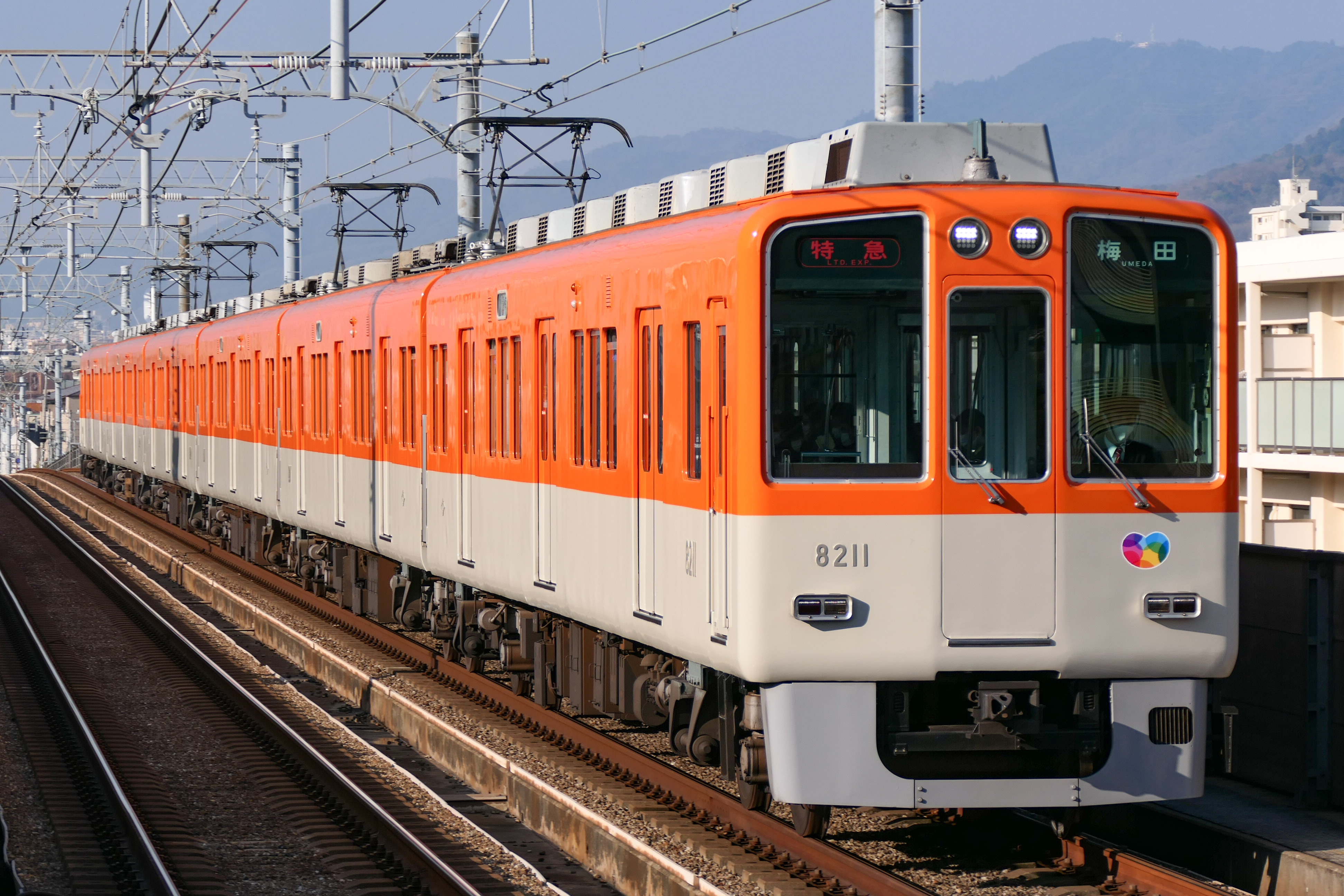
8000系（急行用）
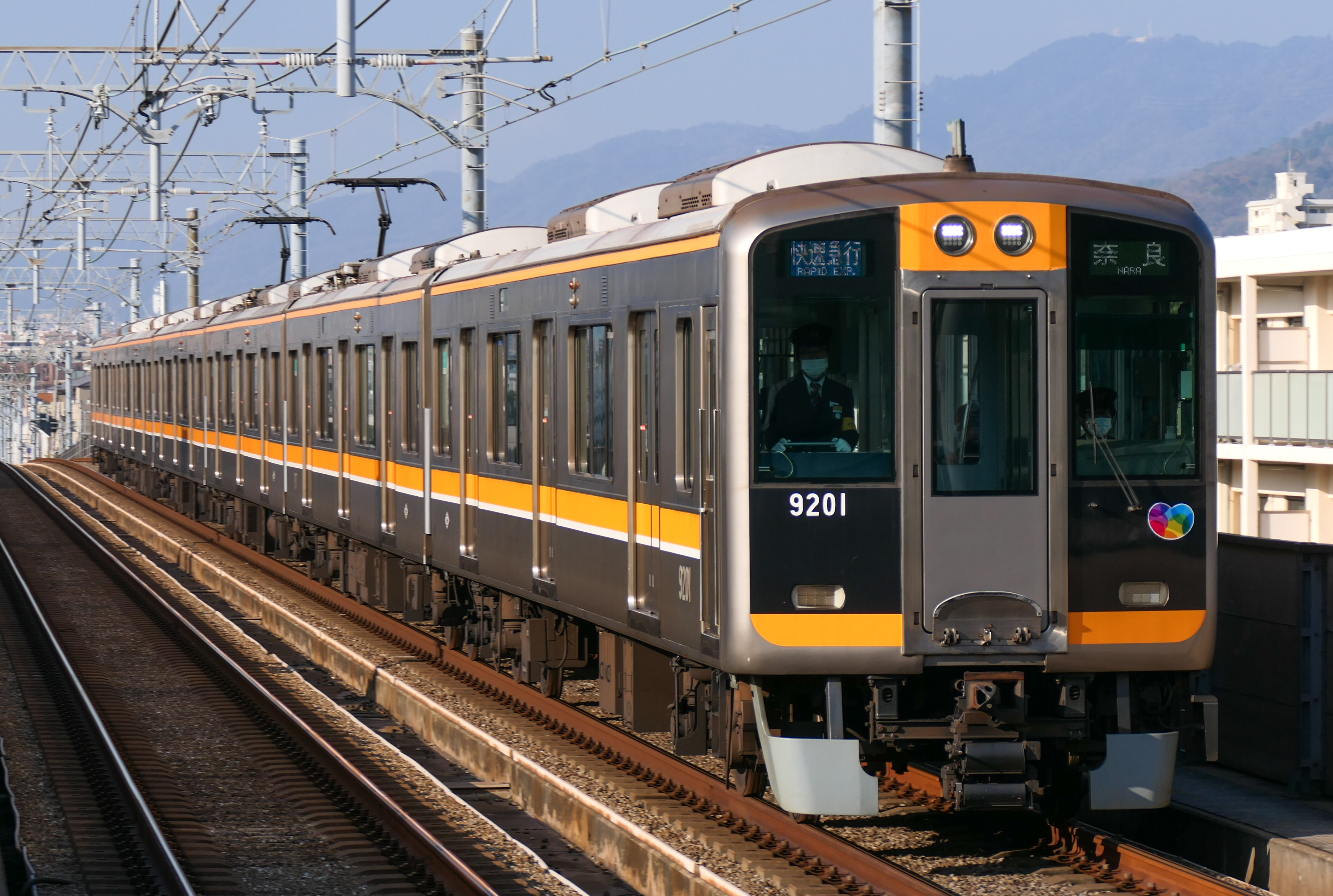
9000系（急行・近鉄線直通対応）
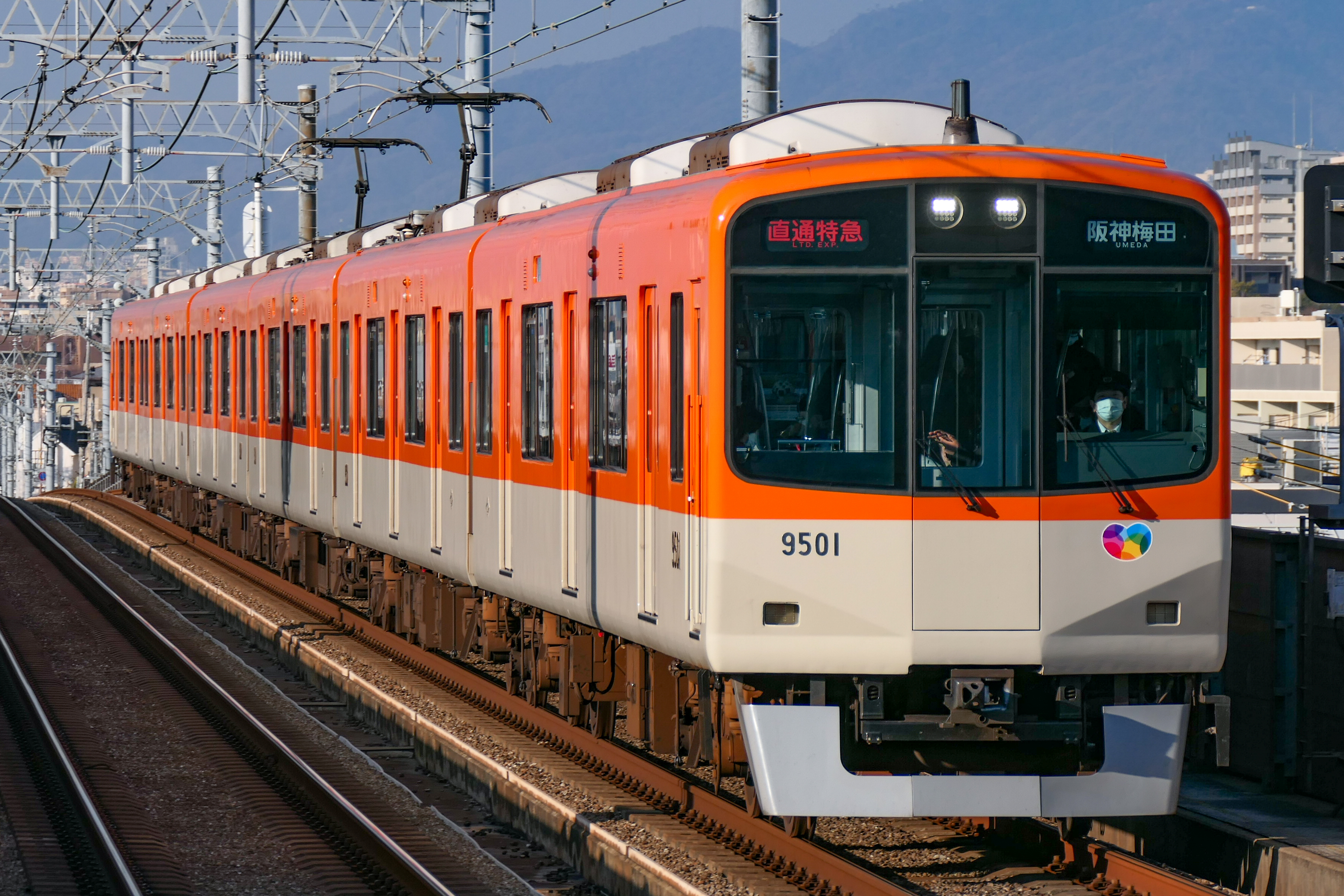
9300系（急行用）
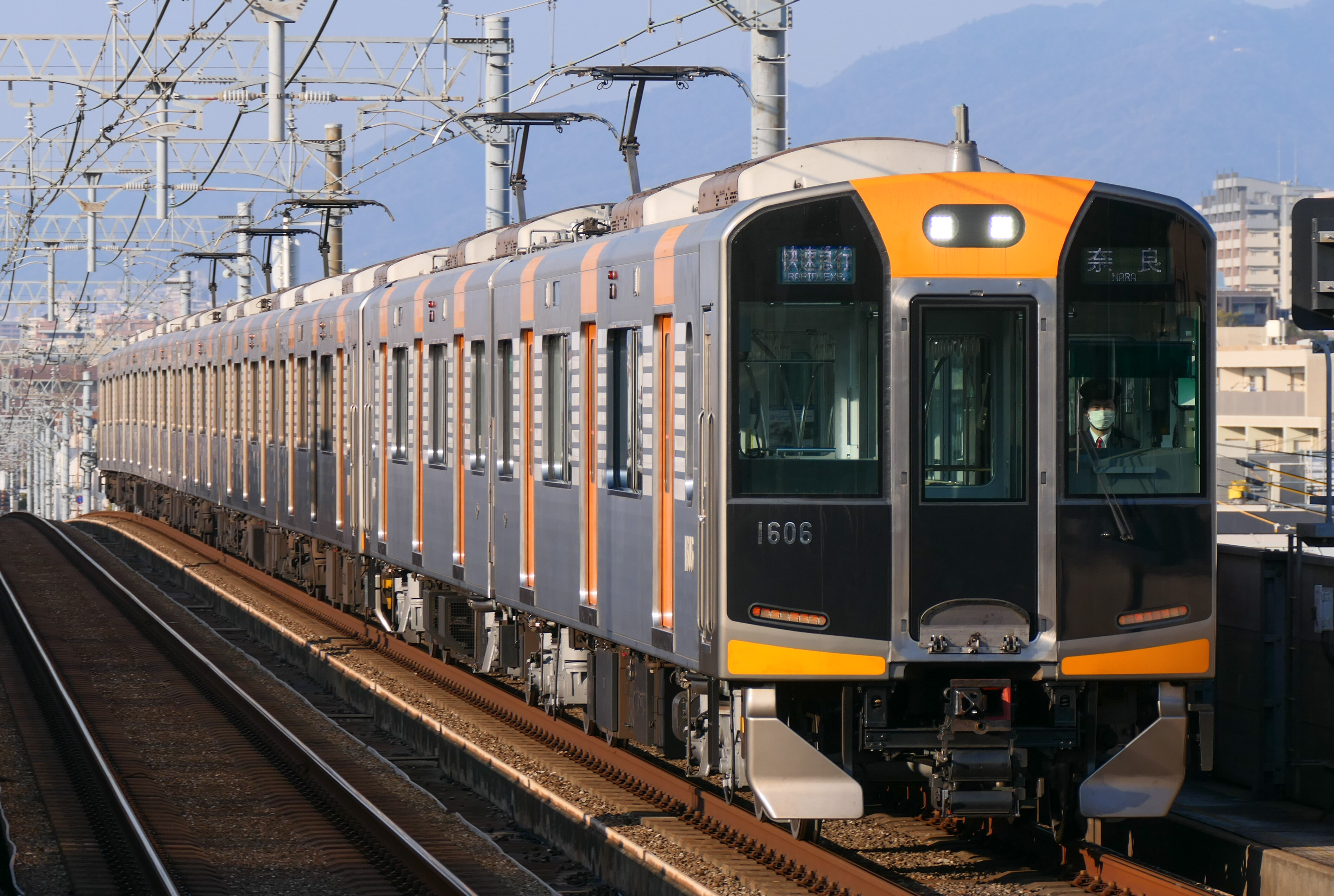
1000系（急行・近鉄線直通対応）
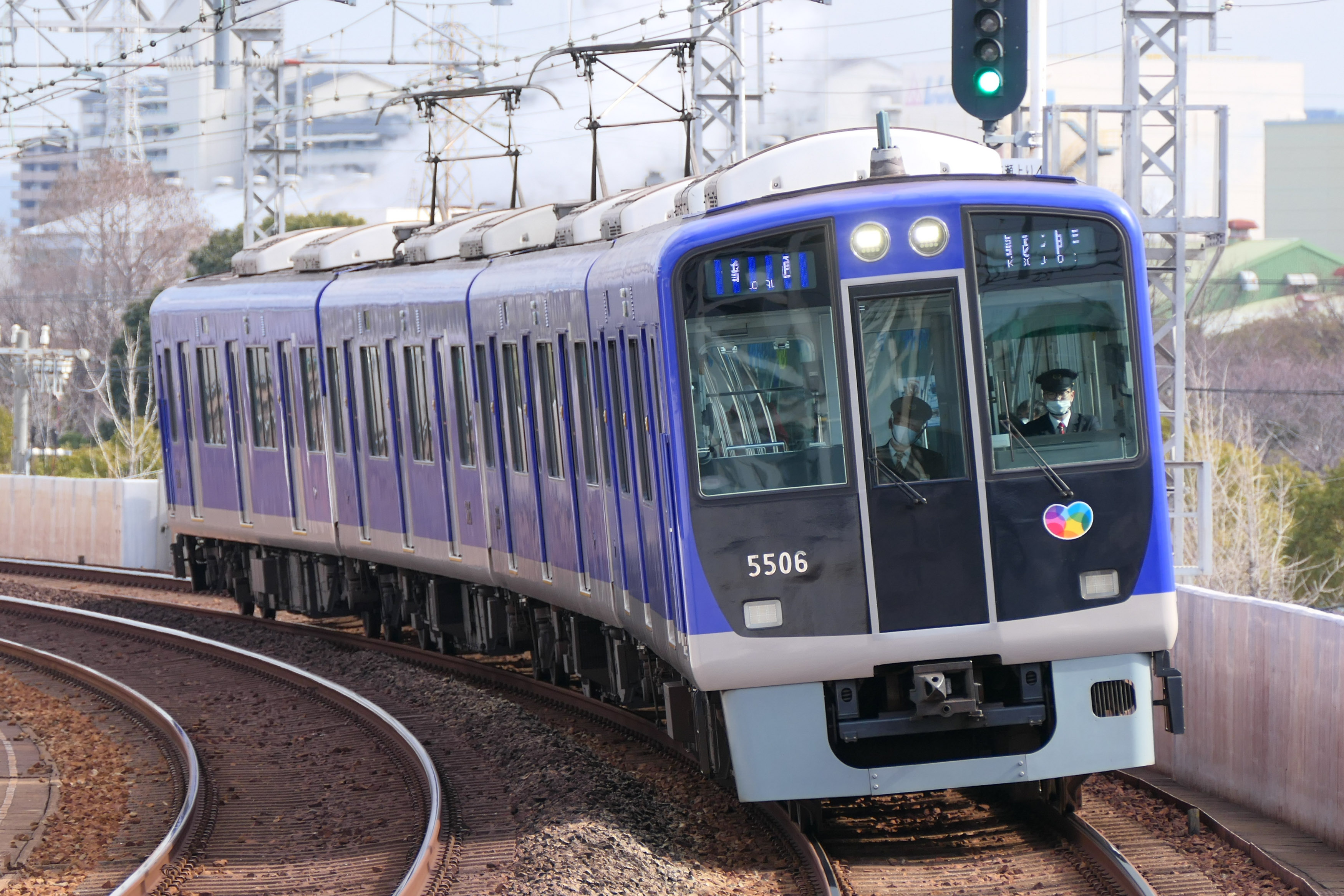
5500系（本線普通用）
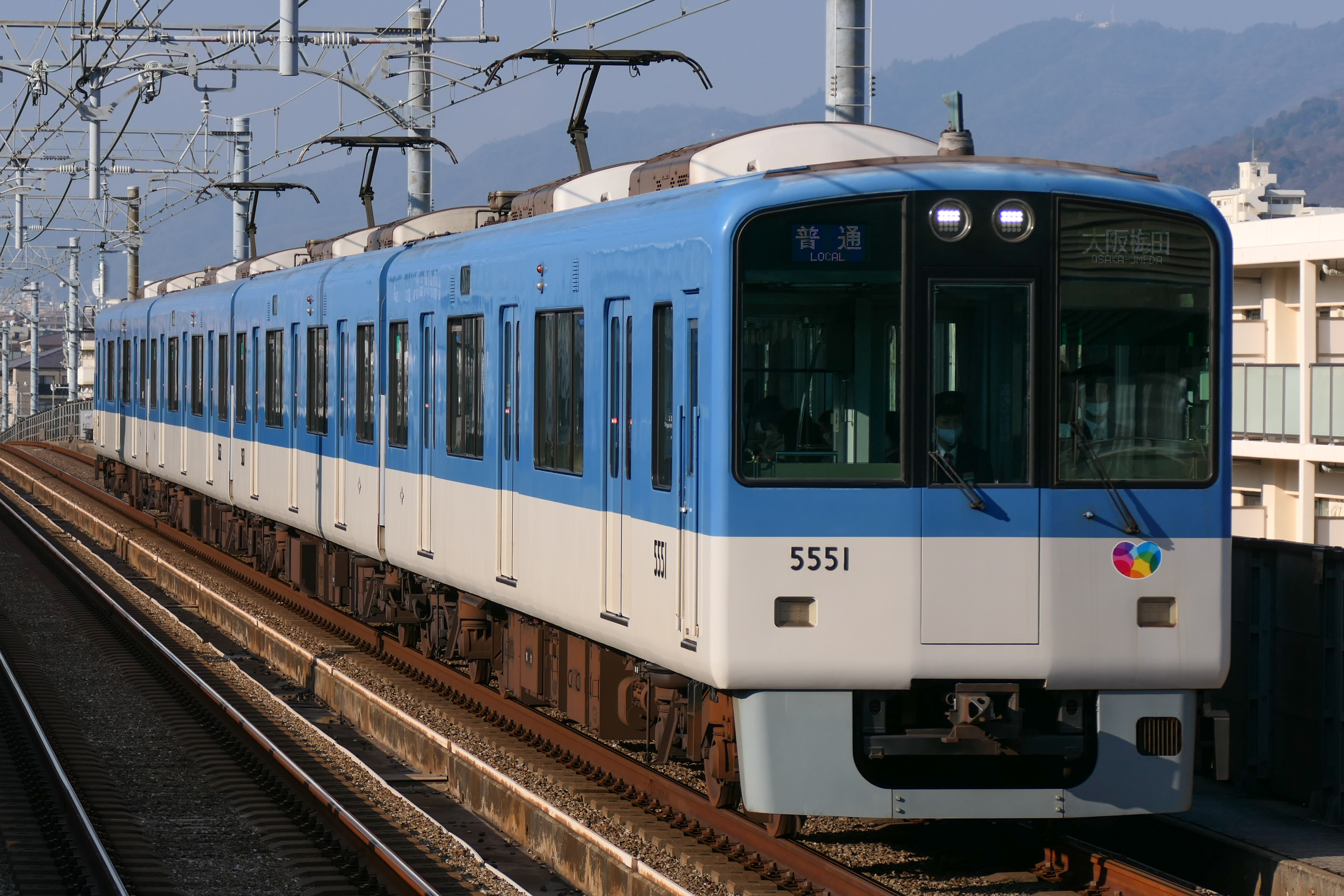
5550系（本線普通用）
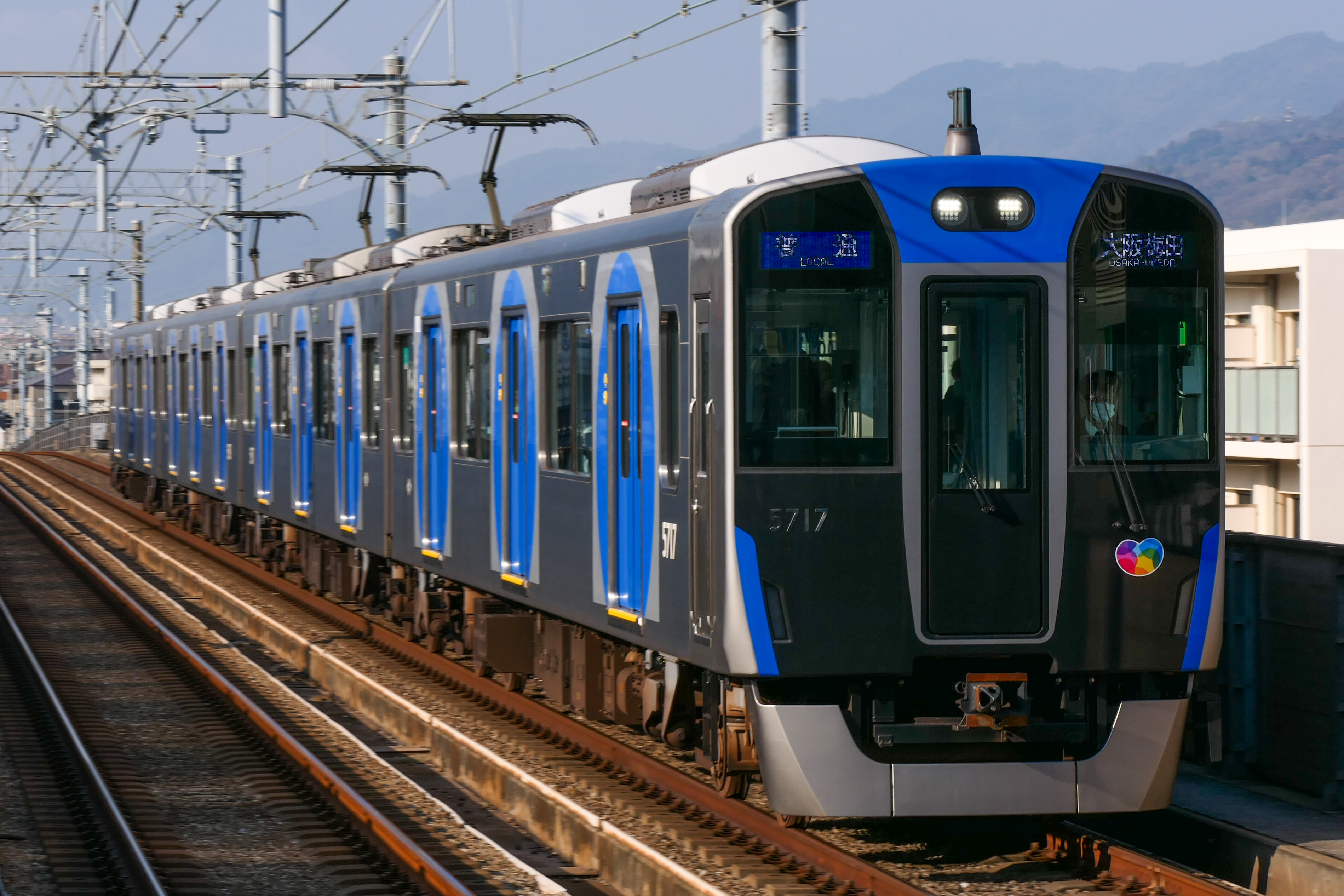
5700系『ジェット・シルバー5700』（本線普通用）

#### 走行性能
車両は1960年代以降、高速走行性能に優れる急行・特急など優等列車用車両と、高加減速性能重視の普通列車専用車両に二分される。
阪神の路線はJR神戸線や阪急神戸線といった競合路線と比べても駅間距離が短く、普通用の車両は所要時間の短縮や、優等列車ダイヤの遅延防止を目的として、特に高加速・高減速性能（加速度・減速度ともに最大 4.0 - 4.5 km/h/s。地下鉄車両の場合は加速度が最大 3.3 km/h/s 程度）が求められており、一方、急行用の車両は高速性能が求められるため、他の大手私鉄の一般的な通勤電車と同様の性能（加速度が2.6 - 3.0 km/h/s）となっている。急行系が長らく採用されて来た朱色とクリームの車体塗装から「赤胴車」（ステンレス車体の1000系・9000系も含む）、普通系は同じように青とクリーム（5500系と5550系は色を変更）の車体塗装から「青胴車」もしくはその高加速・高減速性能ゆえに初期車両に付いた愛称から「ジェットカー」（ステンレス車体の5700系は「ジェット・シルバー5700」）と呼ばれている。
各形式の解説中、営業最高速度が急行用車両 106 km/h 、普通用車両 91 km/h となっているのは、運転曲線がATSの検知誤差を考慮して認可最高速度よりも4 km/h減で引かれていることによる。

#### 車体
旧性能車時代は車体長さ・幅とも小さめの車両が使われており、当時の車両を現在では「小型車」と呼ぶ。正面の尾灯が左右段違いに付いており、貫通扉が二枚折りのガラス戸であるなど、特徴あるデザインだった。新性能車の導入にあわせて寸法は大型化され、現在の車両はいずれも近隣の京阪、阪急、山陽に類似した全長19m級の3扉車（同じグループである阪急については京都線用の車両とほぼ同じ寸法）で、先頭車前面には貫通路が設けられている。
地方鉄道法による免許の交付を受けるまでに製造された鉄道線の車両（軌道法による特許の時代、つまり新設軌道線時代に新造された車両）は車体側面の窓の下部に保護棒が取り付けられていたが、それらの車両は2020年6月をもって全車が引退した。
1980年代までは時間帯や種別によって編成両数を変えていたこともあり、7001・7101形（のち2000系へ改造）以前の大型車は正面の貫通扉がセットバックしており（7801・7901形など例外もある）、このセットバックした部分に貫通幌が格納されていた。8000系以降の形式は固定編成となったため貫通幌を設置する必要がなくなったことから、正面はいずれも凹みがなくフラットな形状となり、非常用に特化された。ただ、近鉄との相互乗り入れ開始により快速急行においては増解結作業が発生することとなったため、1000系のうち増結用2両編成では神戸方に貫通幌が剥き出しの状態で取り付けられている（併せて、乗務員室のうち運転台・車掌部分と通路とを仕切る扉が復活した）。
ステンレス車体の採用についてはこれまで4回の時期に隔てられており、初回が5201形（2両のみの試作的製造）、2回目が9000系（阪神大震災による被災車両の代替車両の急造に迫られた結果、当時は川崎重工業のステンレス車用の製造ベースが唯一空いていたため）、3回目が1000系、4回目が5700系となっている。なお、1000系と5700系との間に登場した5550系は普通鋼車体で新造されている。一方、開業から現在に至るまで、アルミニウム合金製の車両の導入は一度もない。
9000系までの両開き扉を持つ車両は、扉の開口幅は他社より広く1400mmを標準としていた。9300系以降は他社並みの1300mmとなっている。

#### 機器
車体デザインは全般的にオーソドックスな前面貫通型・3扉であるのに対し、早期における軽量高性能車・高減加速車の開発、電機子チョッパ制御の実用化、冷房化の推進など技術面の功績から、永らく「技術の阪神」として評価が高い。ただし、VVVFインバータ制御の初導入は1995年の5500系であり、大手私鉄では最も遅かった。阪神なんば線開業直前の2000年代後半から新型車両の大量投入が行われ続けた結果、2025年現在では8000系を除く在籍全車がVVVFインバータ制御車となっている。8000系が全廃されれば関西大手私鉄で最初に保有車両全車のVVVF化を達成することとなる。
電動機・パンタグラフは、東芝（東芝インフラシステムズ）製の電動機を採用の5700系を除き東洋電機製造（以前は制御器も納入していた）製であり、制御器のメーカーは東芝と三菱電機が現在の所有全車両において約半数ずつの採用となっている。他社からの直通運転可能な車両の一部で採用している日立製作所や富士電機の製品は納入していない。制御器に関しては、直流整流子電動機の時代において電機子チョッパ制御、界磁チョッパ制御、界磁添加励磁制御という省エネルギー効果のある制御方式を採用している。
保有車両数が少ないことが有利に働き、戦前から車内放送装置を全車両に設置していた。1950年代後半から新性能車が各社に登場したが、他の鉄道事業者では1980年代にもまだ大都市近郊で旧性能車が活躍していたのに対し、阪神では（鉄道線の旅客用車両に限定すれば）1966年という非常に早い時期に旧性能車が淘汰された。但し、全車両ベースにおける旅客営業用の吊り掛け駆動車両の完全廃止は国道線廃止の1975年である。
多くの鉄道事業者では新性能車導入と同時に、車体は新性能車に準じた構造ながら走行機器を旧性能車から流用した旧性能機器流用車も製造したが、阪神では7801・7901形の中間車の一部に旧性能車の台車を流用したのみで、大手私鉄では東急電鉄とともに旧性能機器流用車の製造実績がない。
連結器にアメリカ合衆国のヴァン・ドーン（Van Dorn）社のバンドン式密着連結器を長く採用し続けたのは阪神のみであった。また日本国内の鉄道車両の平均的な連結器取り付け位置よりも235mm低い、645mmの位置に連結器が取り付けられていたのも特徴である。2006年から5001形5013号車を皮切りに、近畿日本鉄道の車両と共通の回り子式密着連結器への換装が開始され、換装後の連結面高さは840mm（近鉄車では880mm）となっている。そのままで取り付けを行うと車体裾と干渉する恐れがあるため切り欠きをしているが、8000系についてはこの切り欠き加工を当初は実施していなかった。これは他の形式・系列と比べて車体裾高さが少し高いためだが、後の検査時に切り欠き加工を実施した8000系が一部で存在している。なお、山陽車は連結器の高さこそほぼ同じではあるが、阪神車・近鉄車と同じ回り子式密着連結器を採用している6000系を除き密着自動連結器を採用しているため、阪神・山陽各線での救援の際などの非常時に6000系を除く山陽車が阪神車または自社の6000系（および阪神電鉄線内での近鉄車）と連結する場合は中間連結器（アダプター）を使用する。
電気指令式ブレーキ搭載車のうち、VVVFインバータ制御の車両では、ブレーキハンドルの形状がジェットカーと赤胴車で異なっている。ジェットカーは縦軸式なのに対して、赤胴車は山陽車・近鉄車のシリーズ21に合わせて前後操作式となっている（その他の近鉄車はジェットカーと同じく縦軸式）。9000系も登場当初は縦軸式であったが、近鉄乗り入れ対応改造工事を機に前後操作型に交換した。

#### 補助装備など

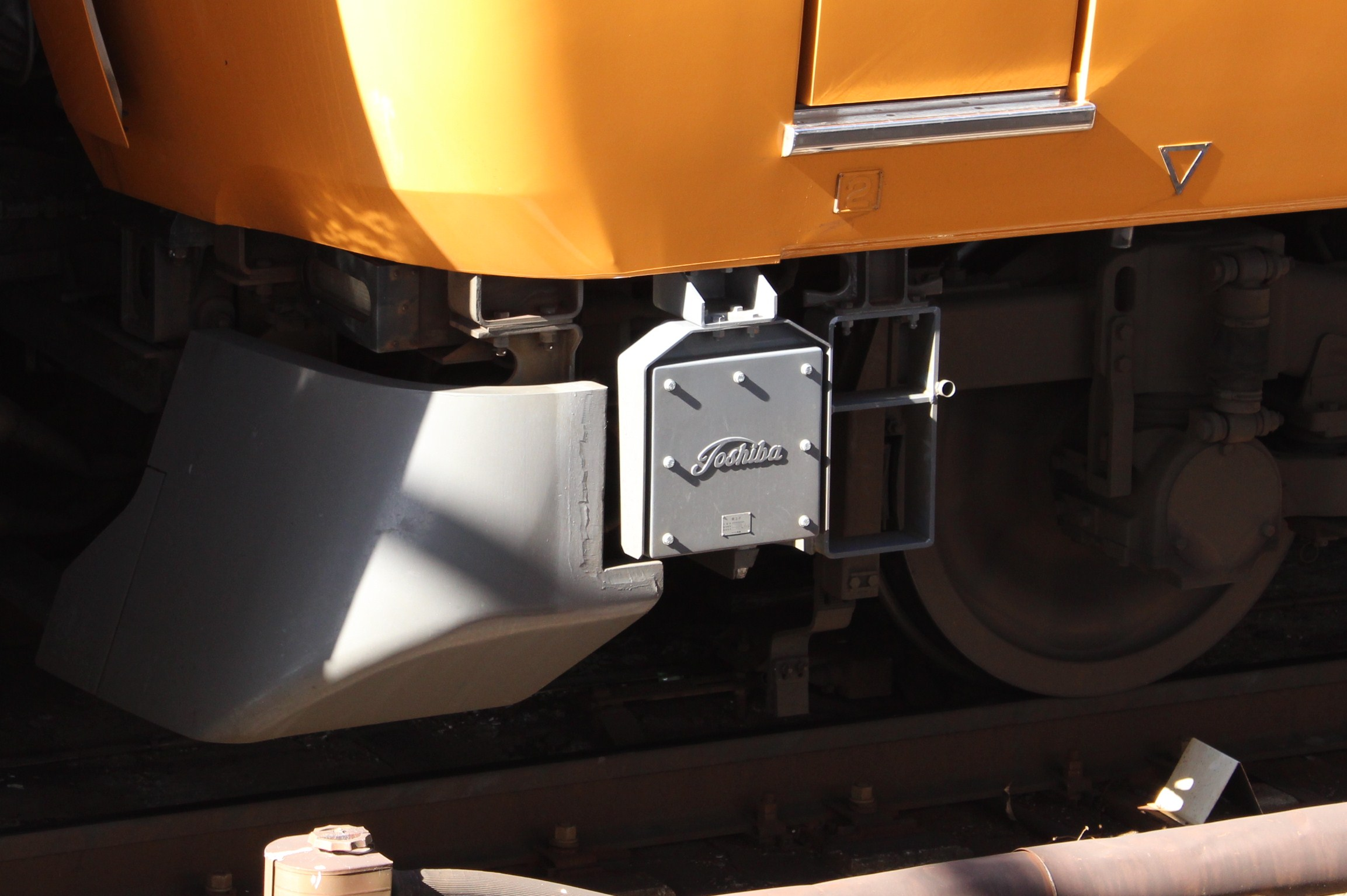
近鉄22600系に取付けられた阪神電鉄線用の列車種類選別装置車上子

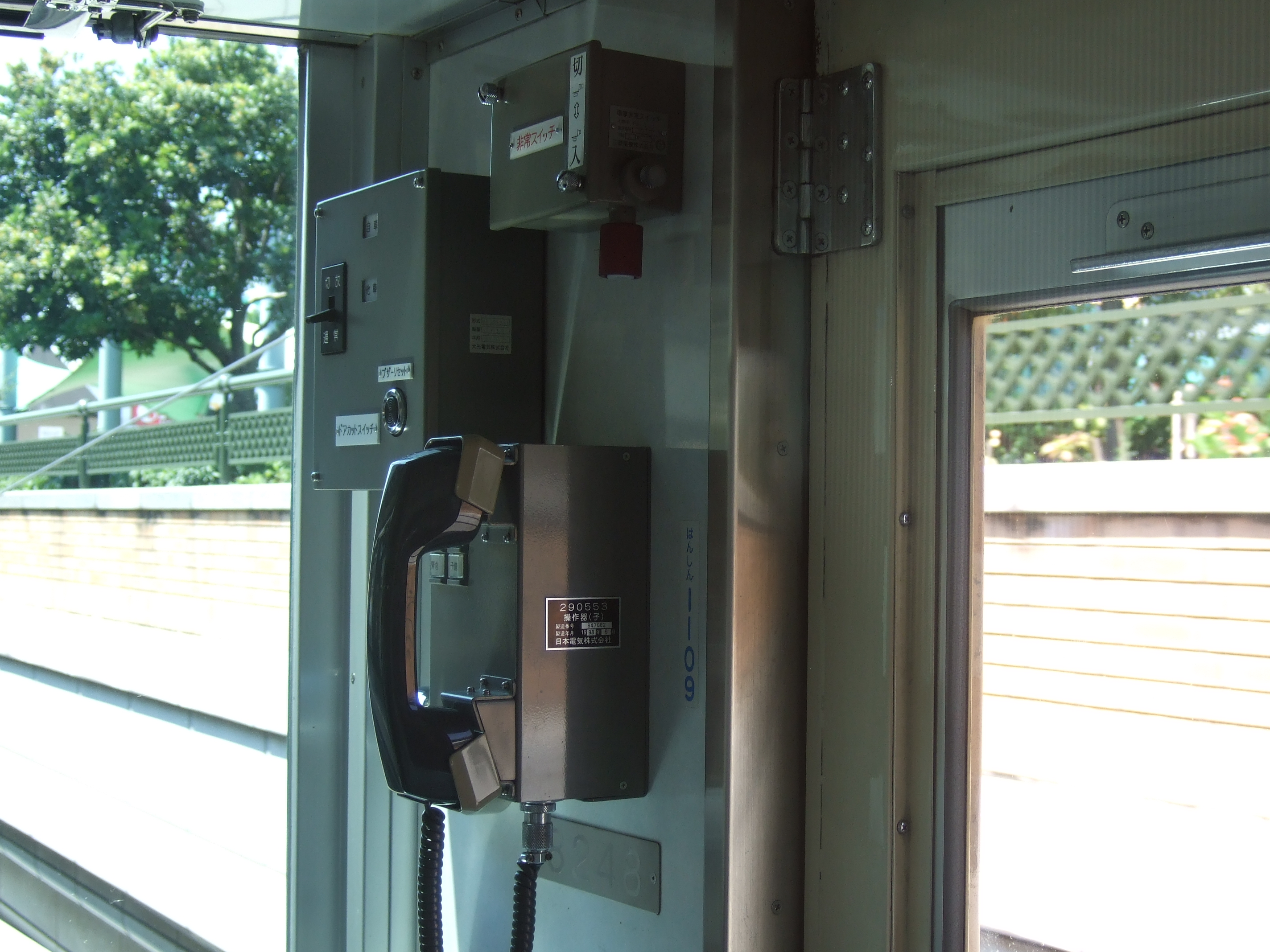
奥にあるのがドアカットスイッチ（8000系）

1970年代末には赤胴車が全車冷房化され、遅れていた青胴車も1983年には全車冷房化と、驚異的な早さで他社に先駆けて冷房化率100%を達成した。冷房装置は主に国鉄AU13型に準じた分散式を採用していたが、8000系の途中からは集約分散式へと変化している。冷房装置は三菱電機製のものが使用されており、現在では5001形（2代）などで使用されているAU13型類似の冷房装置の型番は「MAU13」である。
接客設備は1954年に登場した初の大型車3011形・初代5001形でクロスシートを採用した例があったが、その後はラッシュ時の混雑緩和や他車との併結を優先することもあり、ロングシート車の採用が続いた。2001年に登場した9300系ではセミクロスシートを中間車4両の扉間座席に採用し、以降8000系のリニューアル車の一部にも同様のレイアウトが導入されている。
普通列車については、1968年までは早朝・深夜の途中駅止まりを除き、方向板（後節も参照）自体を取り付けず全くの無表示であったが、同年4月7日の神戸高速鉄道開業によるダイヤ改正より「梅田 - 元町」などの方向板を前面に掲出するようになった。当初は発駅・着駅が書かれた方向板を使用していたが、神戸高速線に普通列車を常時直通させるようになった1987年12月13日改正以降は、取り換え作業を簡素化するため駅名部分が差し込み式となった方向板を使用した（この改正以前にも数本程度のみ神戸高速線直通普通があったが、その場合は赤胴車と同じ表示板を掲出して運転していた）。ただし現在はすべての車両が方向幕もしくはLED表示となっており、方向板のみを使用する車両は全廃されている。
列車種類選別装置は一貫して東芝製が使われており、車上子は先頭車の左側面の先端に付けられている。この車上子の銘板には最新型の車両でも、東京芝浦電気時代から使用しているロゴマークの1つである「傘マーク」が使われている。列車種類選別装置は自動列車停止装置 (ATS) や列車無線と違って、神戸高速線に直通する各社の共通規格ではなく、乗り入れしている山陽電気鉄道や近鉄の車両にも取り付けられている。運転台にある設定機器については、当初は種別ごとに定められた記号に合わせるチャンネル式であったが、現在は種別ごとに設けられたタッチパネルまたは照光押しボタン式である（山陽電鉄や近鉄の阪神乗り入れ対応車両も同様）。列車種類選別装置により、踏切の作動時間の最適化を図っている。
列車無線は1952年に国際電気製の誘導無線が導入された。1977年には現在の空間波無線が導入されている。
急行系車両は、かつては有効長が5両編成までの駅・ホームに停車する際にドアカットを実施していたため、乗務員室にドアカットスイッチが標準装備されている。また、かつては神戸三宮駅3番線降車ホームなどのほか、山陽電鉄本線内でも大塩駅などで長らくドアカットを実施していたことから、近鉄や山陽電鉄のうち阪神乗り入れ対応車両にも同様にドアカットスイッチが標準装備されている。なお、乗り入れ先も含めてドアカットは全て解消されたことから、神戸寄り先頭車両のドアにのみ貼付していた「上り大塩駅ではこの扉は開きません」のステッカーは剥され、またドアカットスイッチについても常時使用する機会はなくなったが、撤去はなされておらず残置されている。

#### 車両番号

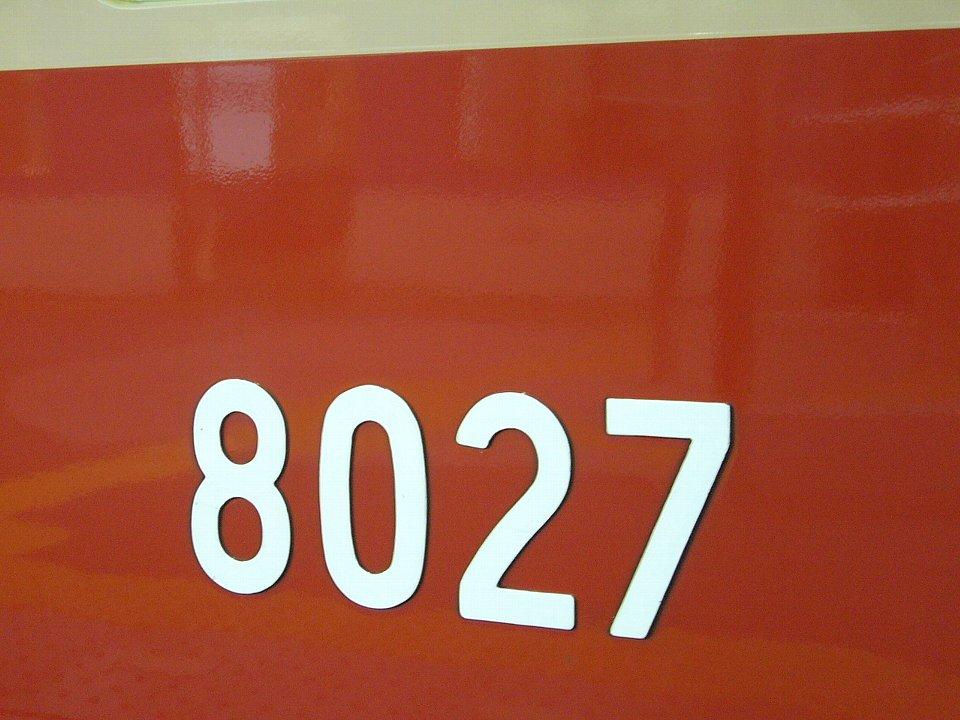
阪神特有の車番書体（8000系）

かつては他の多くの鉄道会社と同様に、車両に「系列」の概念が存在しなかった。1980年代前半までは必要に応じ、複数グループの形式を自由に併結して編成を組む形を取っており、他社のような系列の考えが必要なかったため、7801形などの形式で呼称していたのである。つまり小田急電鉄や京成電鉄、西日本鉄道など現在でも「形」を使用している会社と同様、公式には「系」ではなく「形」を使用していた。3000系以降は1986年改造の8701・8801・8901形と7890・7990形を除き、同一グループの形式だけで編成を組むようになったため、「系」で呼ぶようになっている。
車体外側の車両番号表記には独特の縦長ゴシック体が用いられている。同じ書体はかつての子会社であり、阪神の車両の大半を製造していた武庫川車両が製造を担当した、京福電車のモボ600番台や2000番台とえちぜん鉄道の車体にも用いられている。なお、車番は妻面にも書かれており、この事例は他の大手私鉄では京成のみである。
また、車両番号は四桁数字のみで、「モハ（デハ）」「クハ」「サハ」といった文字は一切使われていない。
大阪梅田駅と神戸三宮駅では可動式ホーム柵が設けられたため、車体側面下部に書かれている車両番号がホーム柵と干渉し確認しにくくなったことから、2022年に入ってから各編成ともに車体側面上部（側面下部とは対角線となる反対側）にも車両番号が描かれたステッカー（5001形のみ青色、それ以外は白色）が貼付されている（これは阪急電鉄が先行して実施）。

#### 分類について
現用車は通常、急行用車両と普通用車両を基本に分類するが、本項では便宜上、以下の4種類を基本に分類することとする。
- 後期大型車（8000系以降から現在製造中の系列）
- 前期大型車（5131・5331形以前）
- 開業以来の吊り掛け駆動による小型車
- 併用軌道線（国道線・甲子園線・北大阪線の阪神電鉄社内における総称）向け車両

以下掲載している全車両において、製造初年度が新しい車両は上、古い車両は下に配置している。

##### 後期大型車
本線においては4両または6両の固定編成で運用されており、系列把握は他社並に容易である。
阪神なんば線開業前は最長編成両数が6両で、大手私鉄で唯一7両編成以上の列車が存在したことがなかったが、阪神なんば線開業以後は、9000系と1000系に限り尼崎駅で増結用車両を増結し、一部の快速急行で自社および近鉄の車両による8両編成ないし10両編成の運行を開始した。2020年3月より、本線でも土曜・休日を中心に快速急行で8両編成の運行を開始した。
2015年度からは、量産型の普通用車両としては初のステンレス製となる5700系「ジェット・シルバー5700」が順次投入されており、旧型となった2代目5001形、および5131形、5331形を置き換えている。
- 急行用車両
  - 8000系
  - 9000系 - 近鉄直通運転対応
  - 9300系
  - 1000系 - 近鉄直通運転対応
- 普通用車両
  - 5700系
  - 5550系
  - 5500系
- 導入予定
  - 3000系 - 急行用車両。2027年春以降に運行開始する予定である。ラッピング色を従来のヴィヴァーチェオレンジから赤胴車を想起させる「Re Vermilion」に変更。電気式戸閉装置やインバータ式空調装置を阪神で初めて採用する。また、駆動装置は福岡市地下鉄4000系、東武80000系に続き同期リラクタンスモーターを採用する。
併せて6両中1両に座席指定サービスを導入する[67]。なお、メーカーは1000系・5700系に続いて近畿車輛に決定した。

##### 前期大型車
この世代は近畿日本鉄道や神戸電鉄と同様、多種の形式が存在しており、大手私鉄の新性能車としては複雑な部類に入るとされている（阪神は大手私鉄としては路線規模が小さいが、路線の長さと車種の多さは比例しない）。主な理由は以下の通り。
- 何世代にもわたって、同様のスタイルで車両を製造していた（厳密には正面の周囲や、初期急行用車両の窓配置がかなり異なる）。
- 同じ時代に作られた系列でも、急行用車両と普通用車両、両運転台と片運転台、2両運転可と1両運転可など作り分けがあった。
- 新車が出る場合、系列番号の1000位か100位が増加して行くのが一般的であるが、阪神では3000、5000、7000台の番号の増減が不規則に見られがちであった（ちなみに4000台、6000台は使用した実績がない）。
  - 急行系車両のうち、7000番台は電気ブレーキなし、それ以外の番台は電気ブレーキ付きとなっている[61]。例外として3521形には電気ブレーキがない[61]。
  - 普通系車両はすべて5000番台が付番されている。5500系以前に登場した普通系車両を総称して「5000系」と呼ぶこともある[61]。
- 前述の通り、1 - 2両単位の形式が自由に組み合わされて4 - 6両編成を組成していた。
- 8000系製作以前の急行用車両はほとんどが新造後に改造され、別番号に改番されていた。

そこで前期大型車については下記の表を使用し、製造年や改造年により、同世代の急行用車両と普通用車両などの把握を容易にしているので、参照されたい。
- 急行用車両と普通用車両で製造年が違う場合、その枠内で最も製造年の早い形式を記載。
- 改造した系列は改造後も改造初年でなく、製造初年の順に配置している。

なお、2025年2月10日に5001形（2代目）の最後の1編成が引退したことに伴い、前期大型車の運用はすべて終了した。
| 製造初年 | 普通用車両                    | 急行用車両（製造時）                         | 急行用車両（改造後）            | 急行用車両の 窓配置（片運転台）     |
| -------- | ----------------------------- | -------------------------------------------- | ------------------------------- | ----------------------------------- |
| 1981年   | 5131形 5331形                 |                                              |                                 |                                     |
| 1974年   | 5001形（2代目）               | 3801・3901形                                 | 7890・7990形 8701・8801・8901形 |                                     |
| 1969年   | 5261形                        | 7001・7101形 7801・7901形（両開き扉）        | 2000系                          | （ここより上はすべて同じ） d1D3D3D2 |
| 1963年   | 5261形・5311形                | 7801・7901形（片開き扉） 7861・7961形 3521形 | 3000系                          | d1D4D4D2                            |
| 1958年   | 5231形・5151形 5101形・5201形 | 3601・3701形 3301形・3501形                  | 7601・7701形 （改造なし）       | d1D22D22D2                          |
| 1954年   | 5001形（初代）                | 3011形                                       | 3561・3061形                    | d1D3D3D1（3扉改造後）               |

##### 事業用大型車
- 110形
- 201・202形

##### 小型車
全車除籍済。
- 1001形・1101形・1111形・1121形・1141形
- 851形・861形・881形
- 801形・831形
- 601形
- 701形
- 301形・311形・321形・331形・291形
- 1形（本線）

##### 事業用小型車及び電動貨車
全車除籍済。
- 101形（有蓋電動貨車）
- 111形・112形・121形 (貨車)（無蓋電動貨車）
- 151形（救援車）
- 155形（救援車）
- 67・69形（散水車）

##### 併用軌道線（国道線・甲子園線・北大阪線）車両
路線廃止により全車廃車。
- 201形
- 91形
- 71形
- 121形（アミ電）
- 31形
- 1形 (併用軌道線)
- 51形・61形
- 501形

### 車両基地
- 尼崎車庫・工場
- 石屋川車庫
- 御影留置線

2012年までは、関西の大手私鉄で唯一、車両基地を一般に公開するイベントを開催したことがなかった（他社では鉄道の日イベントは車両基地で行われるが、「はんしんまつり」は西宮駅のエビスタ西宮で開催されていた。2013年より尼崎工場で開催）。ただし、「わくわくトレイン」や「石屋川エクスプレス」といった事前応募制の貸切臨時列車を運転して車両基地を公開したことはある。

### 乗務員区所
- 東部列車所《尼崎》（梅田駅 - 尼崎駅、武庫川線、阪神なんば線）
  - 尼崎車庫構内に事務所がある
- 西部列車所《石屋川》
  - 石屋川車庫構内に事務所がある。
- 西部列車所西宮交代所《西宮》

### 運賃・乗車券
大人普通旅客運賃（小児は半額・10円未満切り上げ）。鉄道駅バリアフリー料金10円を含む。2023年4月1日改定。2025年1月19日特定運賃改定。
| キロ程  | 運賃（円） | 加算含む |
| ------- | ---------- | -------- |
| 特定    | 140        | -        |
| 1 - 4   | 160        | 220      |
| 5 - 8   | 200        | 290      |
| 9 - 13  | 250        | 340      |
| 14 - 18 | 280        | 370      |
| 19 - 24 | 300        | 390      |
| 25 - 30 | 320        | 410      |
| 31 - 34 | 330        | 420      |

神戸三宮駅 - 元町駅間の普通運賃は上表の「特定」欄の運賃を適用。
神戸高速線は、阪神が第2種鉄道事業者となる区間も含めて別途運賃が設定されている。神戸高速線の運賃の詳細は「神戸高速線#運賃」を参照。本線と跨って乗車する場合は、神戸三宮駅を境界として運賃を合算する形になる。
2023年4月1日より、グループの阪急電鉄と同時に、ホームドアの整備などバリアフリーの推進を目的として、普通運賃・通勤定期運賃に鉄道駅バリアフリー料金制度による料金の上乗せ（神戸高速線を除く。普通運賃は10円、通勤定期は1か月で380円）を実施している。なお、2025年1月19日からは神戸高速線でも鉄道駅バリアフリー料金を徴収している。

#### 加算運賃
阪神なんば線の西九条駅 - 大阪難波駅間（他の区間と連続して利用する場合も含む）を利用する場合、上表の「加算含む」欄の額が適用される。普通運賃では通常額に90円（初乗り区間は60円）が加算される。

#### 運賃計算の特例
杭瀬駅 - 大物駅 - 出来島駅を含む経路を乗車する場合は、大物駅を過ぎて尼崎駅で折り返して乗車しても大物駅経由として運賃計算される。これは、大物駅には優等列車が停車しないことからの措置であり、乗り継ぐ前後の両方の列車が大物駅に停車する場合も含めて尼崎駅での乗り換えも可能である。ただし、定期券の場合は「大物駅乗換」か「尼崎駅乗換」かを指定する必要があり、「大物駅乗換」の定期券では尼崎駅で乗り換えることができない。

#### 回数券の取り扱い
2022年9月30日をもって、身体・知的障害者用特別割引回数乗車券を除き、他社連絡回数券も含めて全ての回数券の発売を終了した。代わりに、PiTaPaの従来のサービスに加え、ICOCAでの阪神電鉄線内での利用に対してもポイントを還元するサービスを、阪急電鉄・能勢電鉄や山陽電鉄との間でポイントを共通に使える施策として同年9月1日より開始した（2024年4月1日から神戸電鉄のポイントサービスとも連携）。また併せて、阪急との間で実施していた後述の回数券引き換えサービスも同様に9月30日をもって終了となった。
回数券については、晩年は阪急電鉄とともに磁気カードによる「回数カード」に統一しており、紙（磁気券）の仕様は他社線との連絡回数券のみとしていた。なお、2007年4月1日より、阪急電鉄と運賃が同額の区間（2019年10月1日改定時点では190円、270円、280円、320円、380円、400円）の回数カードについてのみ、阪急電鉄でも利用可能のサービスを実施していた（但し、阪急電鉄で利用する場合は乗車前に阪急電鉄の駅の自動券売機で阪急のきっぷに引き換える必要があった）。また、2018年10月1日より、複数人で乗車する場合などで回数カードを紙の切符に引き換えた場合（阪急電鉄での引き換え含む）は、その切符の有効期限は引き換え当日のみとした。

#### 通勤定期での選択乗車制度
通勤定期券を使用する場合、以下に挙げる3つの場合で選択乗車が可能となっている。
1. 阪神本線の神戸三宮駅 - 大阪梅田駅間を含む定期券を所持している場合、阪急神戸本線を利用して神戸三宮駅と大阪梅田駅でも乗降が可能。逆に、阪急神戸本線の神戸三宮駅 - 大阪梅田駅間を含む定期券を所持している場合、阪神本線を利用して神戸三宮駅と大阪梅田駅でも乗降が可能。但し、どちらにおいても他社の神戸三宮駅と大阪梅田駅以外の途中の駅で乗降する場合は別途乗車した区間の運賃が必要[75]。
2. 阪神本線・阪神神戸高速線の神戸三宮駅 - 高速神戸駅間を含む定期券を所持している場合、阪急神戸本線・阪急神戸高速線の神戸三宮駅・花隈駅・高速神戸駅で乗降可能。逆に阪急神戸高速線の神戸三宮駅 - 高速神戸駅間を含む定期券を所持している場合、阪神本線・阪神神戸高速線の神戸三宮駅・元町駅・西元町駅・高速神戸駅で乗降可能。本項に限り、通勤定期券だけでなくIC通学定期券にも適用される[75]。
3. 阪神なんば線の九条駅 - 大物駅を含む定期券を所持している場合、阪神本線の大阪梅田駅でも乗降が可能（「OSAKAどっちも定期」）。逆は不可。また、福島駅 - 杭瀬駅間での乗降には別途運賃が必要となる[75]。

#### 近鉄線（または他社路線）との連絡乗車券
近鉄との連絡乗車券は近鉄奈良線系統の一部の駅と大阪線の大阪上本町駅から桜井駅までしか発売できないため（下記参照）、運賃表に記載のない駅へ行く場合はその最寄り駅までの乗車券を購入し、車内か降車する駅で精算することとなる。近鉄と阪神なんば線新区間の各駅への連絡乗車券はタッチパネル方式の新型自動券売機でしか購入できない。花隈駅を除く神戸高速線では近鉄との連絡乗車券は発売されていないので大阪難波駅までの乗車券購入後、車内か降車する駅で精算することとなる。PiTaPaやICOCAなどの全国相互利用対応の交通系IC乗車カードはそのまま目的駅まで利用できる。
連絡乗車券発売対象区間は以下の通り。
- 奈良線 全駅
- 難波線 全駅
- 大阪線 大阪上本町駅 - 桜井駅間
- 京都線 平城駅・高の原駅
- 橿原線 全駅
- 天理線 全駅
- けいはんな線 生駒駅 - 学研奈良登美ヶ丘駅間
- 生駒線 生駒駅 - 東山駅間
- 信貴線 全駅

東鳴尾駅と洲先駅を除く（この2駅には自動券売機がなく、いったんそのまま乗車してから武庫川駅の中間改札に設置されている自動券売機で購入することになる）全ての駅では近鉄（発売範囲は上記参照）に加えて、神戸高速線経由山陽電気鉄道・神戸電鉄各駅への連絡普通券も購入できる。なお、連絡回数券は阪神電鉄線と神戸高速線・山陽電鉄線・神戸電鉄線間で利用できるものしか発売されていない。

#### 障害者割引
身体障害者・精神障害者・知的障害者に対し以下の割引がある。
| 対象                                                  | 種別   | 区分   | 条件   | 条件   | 距離      | 普通券 | 回数券 | 定期券 |
| ----------------------------------------------------- | ------ | ------ | ------ | ------ | --------- | ------ | ------ | ------ |
| 身体障害者手帳 精神障害者保健福祉手帳 療育手帳 所持者 | 第一種 | 大人   | 単独   | 単独   | 101km以上 | 5割引  | -      | -      |
| 身体障害者手帳 精神障害者保健福祉手帳 療育手帳 所持者 | 第一種 | 大人   | 介護付 | 本人   | 無制限    | 5割引  | 5割引  | 5割引  |
| 身体障害者手帳 精神障害者保健福祉手帳 療育手帳 所持者 | 第一種 | 大人   | 介護付 | 介護者 | 無制限    | 5割引  | 5割引  | 5割引  |
| 身体障害者手帳 精神障害者保健福祉手帳 療育手帳 所持者 | 第一種 | 小児   | 単独   | 単独   | 101km以上 | 5割引  | -      | -      |
| 身体障害者手帳 精神障害者保健福祉手帳 療育手帳 所持者 | 第一種 | 小児   | 介護付 | 小学生 | 無制限    | 5割引  | 5割引  | 無割引 |
| 身体障害者手帳 精神障害者保健福祉手帳 療育手帳 所持者 | 第一種 | 小児   | 介護付 | 乳幼児 | 無制限    | 無料   | 無料   | 無料   |
| 身体障害者手帳 精神障害者保健福祉手帳 療育手帳 所持者 | 第一種 | 小児   | 介護付 | 介護者 | 無制限    | 5割引  | 5割引  | 5割引  |
| 身体障害者手帳 精神障害者保健福祉手帳 療育手帳 所持者 | 第二種 | 大人   | 単独   | 単独   | 101km以上 | 5割引  | -      | -      |
| 身体障害者手帳 精神障害者保健福祉手帳 療育手帳 所持者 | 第二種 | 小児   | 単独   | 単独   | 101km以上 | 5割引  | -      | -      |
| 身体障害者手帳 精神障害者保健福祉手帳 療育手帳 所持者 | 第二種 | 小児   | 単独   | 単独   | 101km以上 | 5割引  | -      | -      |
| 身体障害者手帳 精神障害者保健福祉手帳 療育手帳 所持者 | 第二種 | 介護付 | 小学生 | 無制限 | -         | -      | 無割引 |        |
| 身体障害者手帳 精神障害者保健福祉手帳 療育手帳 所持者 | 第二種 | 介護付 | 乳幼児 | 無制限 | -         | -      | 無料   |        |
| 身体障害者手帳 精神障害者保健福祉手帳 療育手帳 所持者 | 第二種 | 介護付 | 介護者 | 無制限 | -         | -      | 5割引  |        |

#### IC乗車カード
以下の各項目を参照。
- PiTaPa
- STACIAカード - 阪急阪神グループ発行のPiTaPaカード。
- ICOCA - JR西日本のプリペイド式IC乗車カード。2006年から阪神電鉄線でも利用可能。2019年3月1日には阪神の駅でも定期券を含めて発売開始[36]。なお、近鉄管理の大阪難波駅や山陽管理の西代駅ではそれ以前から発売されている。

阪神電気鉄道では上記のICカードを含む交通系全国相互利用IC乗車カードが利用できる。また、連絡する西代駅以西の山陽電鉄線や新開地駅以北の神戸電鉄線・大阪難波駅以東の近鉄線でも交通系全国相互利用IC乗車カードが利用できる。

#### 過去に発売されていた乗車カード
- CoCoNet PiTaPaカード - 2007年9月で発行を終了し、翌10月からSTACIAカードに移行。
- ハープカード - 1988年より発売されていた独自のプリペイドカード[20]。ハープは「Hanshin Electric Railway Prepaid」の各頭文字をつなげたもの。自動券売機および自動精算機専用の磁気カードで、自動改札機では利用できない。スルッとKANSAIに加入時に自動改札機でも利用できる後述の「らくやんカード」に切り替える形で1996年に発売終了し、2010年3月頃に自動券売機および自動精算機での利用も終了した。払い戻し対応も2024年9月末で終了した[76]。
- らくやんカード - ハープカードに代わり、本線・阪神なんば線の各駅および武庫川団地前駅で2017年3月31日まで発売していたスルッとKANSAI対応の磁気カード[77]。2019年9月30日で阪急・阪神・能勢電鉄・北大阪急行電鉄での自動改札機での取り扱いを終了した[78][37]。2022年9月30日をもって自動券売機および自動精算機での利用も終了した。なお、2022年8月から設置された新型券売機では当初から使用できなかった。払い戻し対応も2024年9月末で終了した[76]。
- ラガールカード - 神戸高速線 西元町 - 高速長田間各駅で2017年3月31日まで発売していたスルッとKANSAI対応の磁気カード。2019年9月30日で阪急・阪神・能勢電鉄・北大阪急行電鉄での自動改札機での取り扱いを終了した[78][37]。払い戻し対応も2024年9月末で終了した[76]。
- 阪急 阪神 能勢 北急レールウェイカード - スルッとKANSAI終了に伴い、前述の「らくやんカード」に代わって2017年4月1日より2019年2月28日まで本線・阪神なんば線の各駅および武庫川団地前駅で発売していた磁気カード[32]。2019年9月30日で自動改札機での取り扱いを終了した[37]。2024年9月末までの予定で払い戻し対応を行っている[76]。2022年9月30日をもって自動券売機および自動精算機での利用も終了した。なお、2022年8月から設置された新型券売機（ICカードは挿入せず読み取り部に置く仕様）では当初から使用できなかった。払い戻し対応も2024年9月末で終了した[76]。

#### QRコード乗車券
2024年6月17日より、QRコード乗車券のサービスを開始した。また、これに合わせて、2025年3月末までにすべての駅で自動改札機をQRコードに対応する新型改札機への更新を行っている。

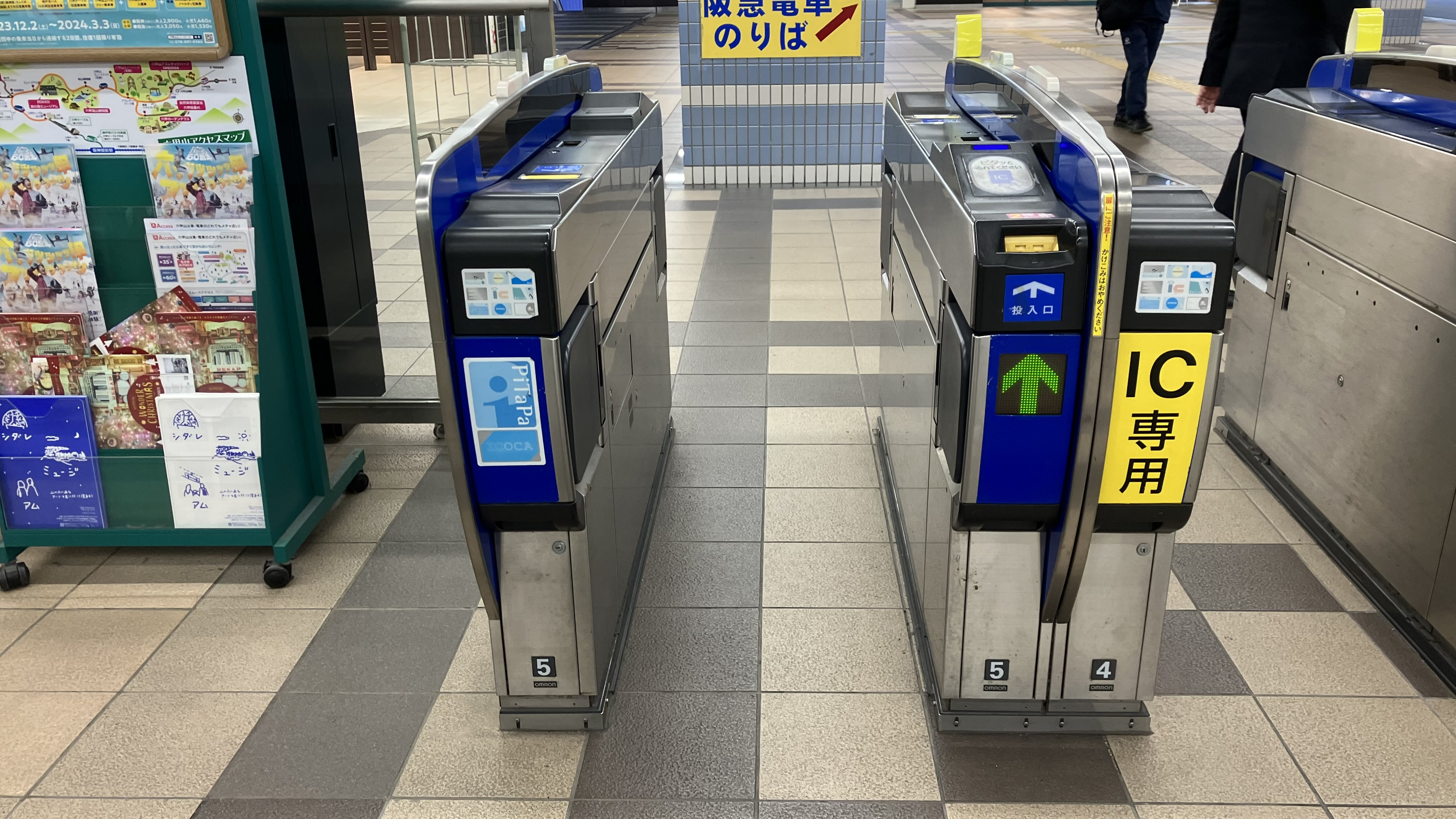
更新前の改札機
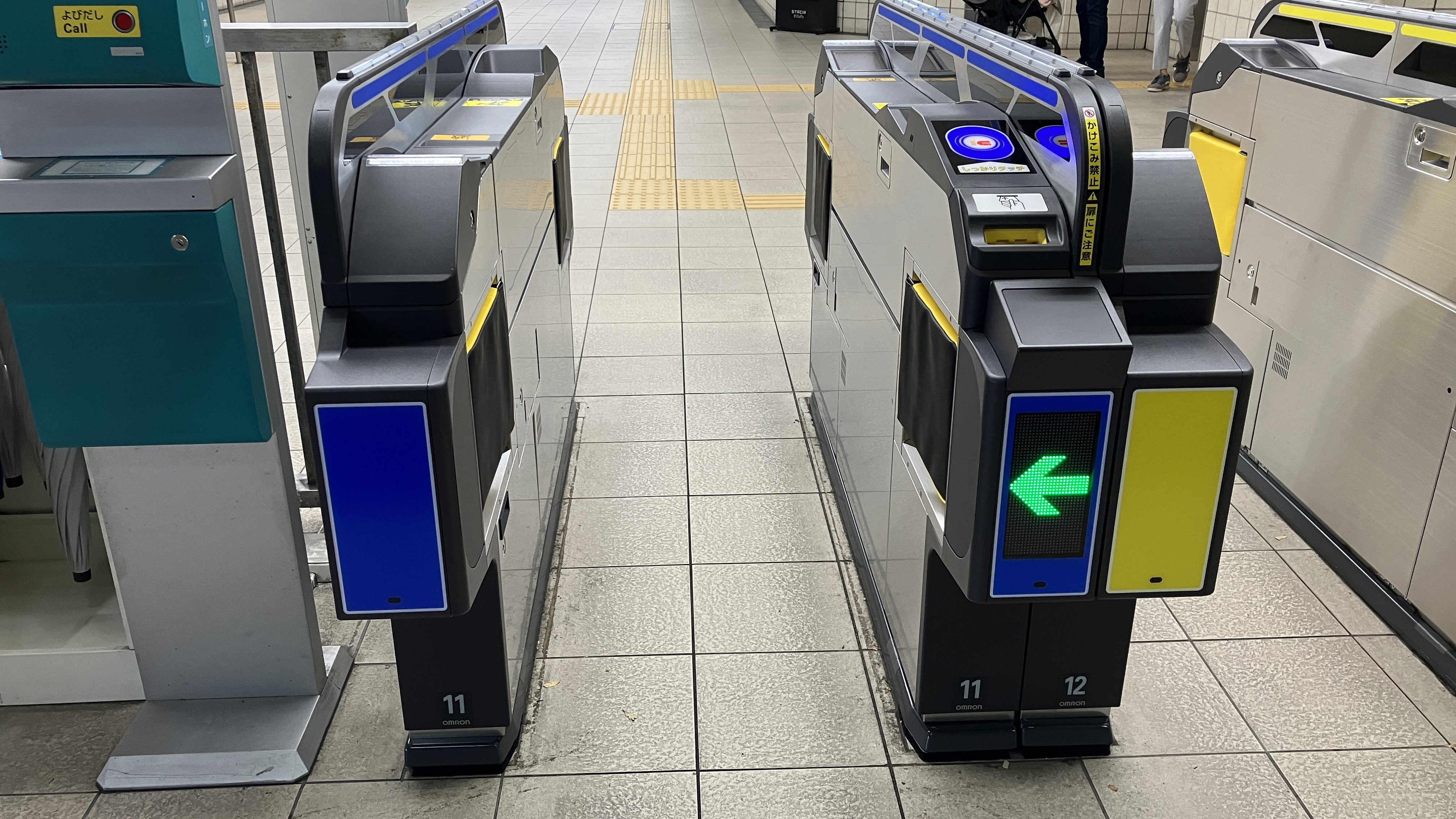
更新後の改札機 矢印の上側にQRコードを読み込ませる部分がある
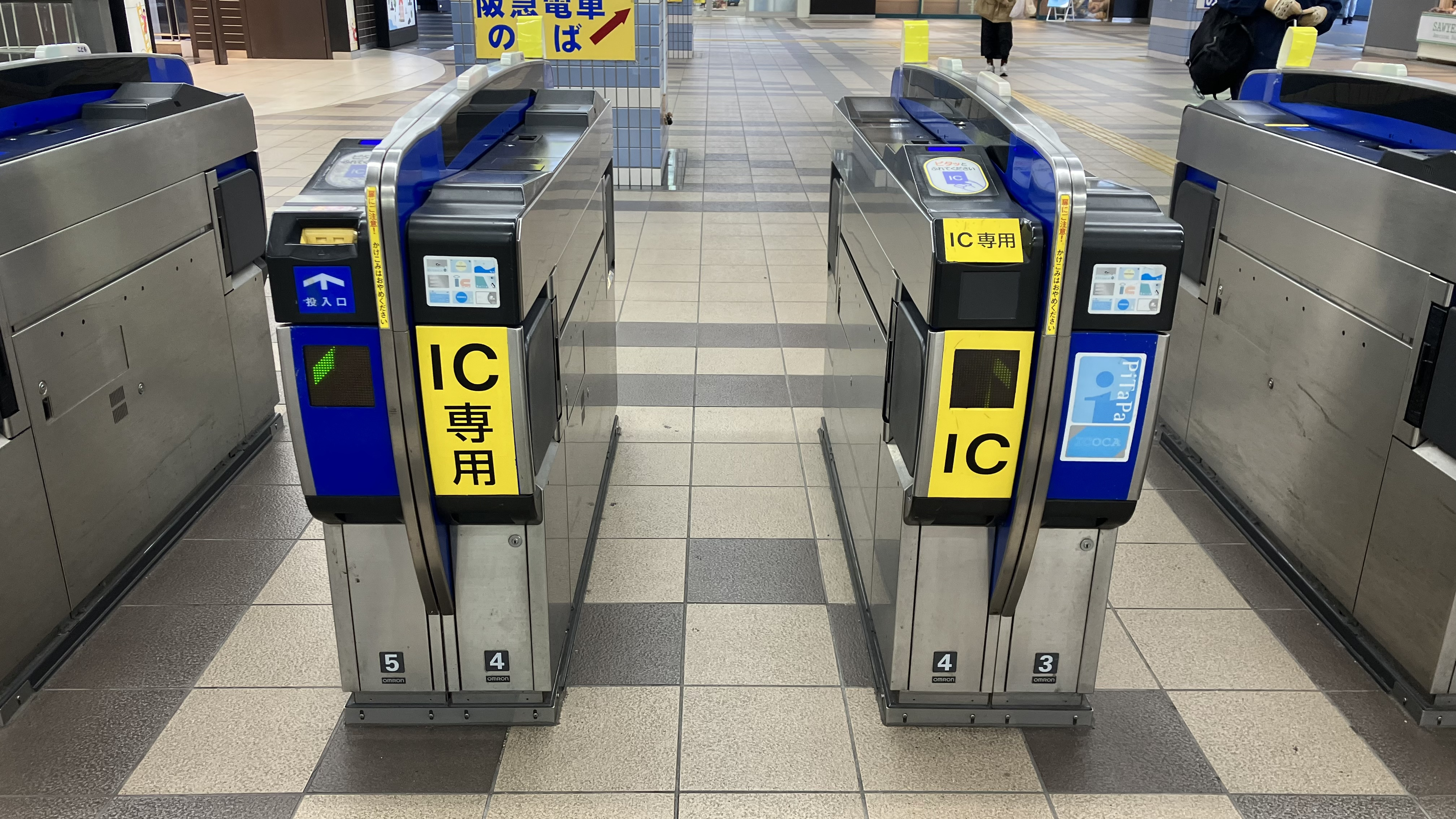
更新前のIC専用改札機（磁気券対応機から投入口と取り出し口を塞いでIC専用化）
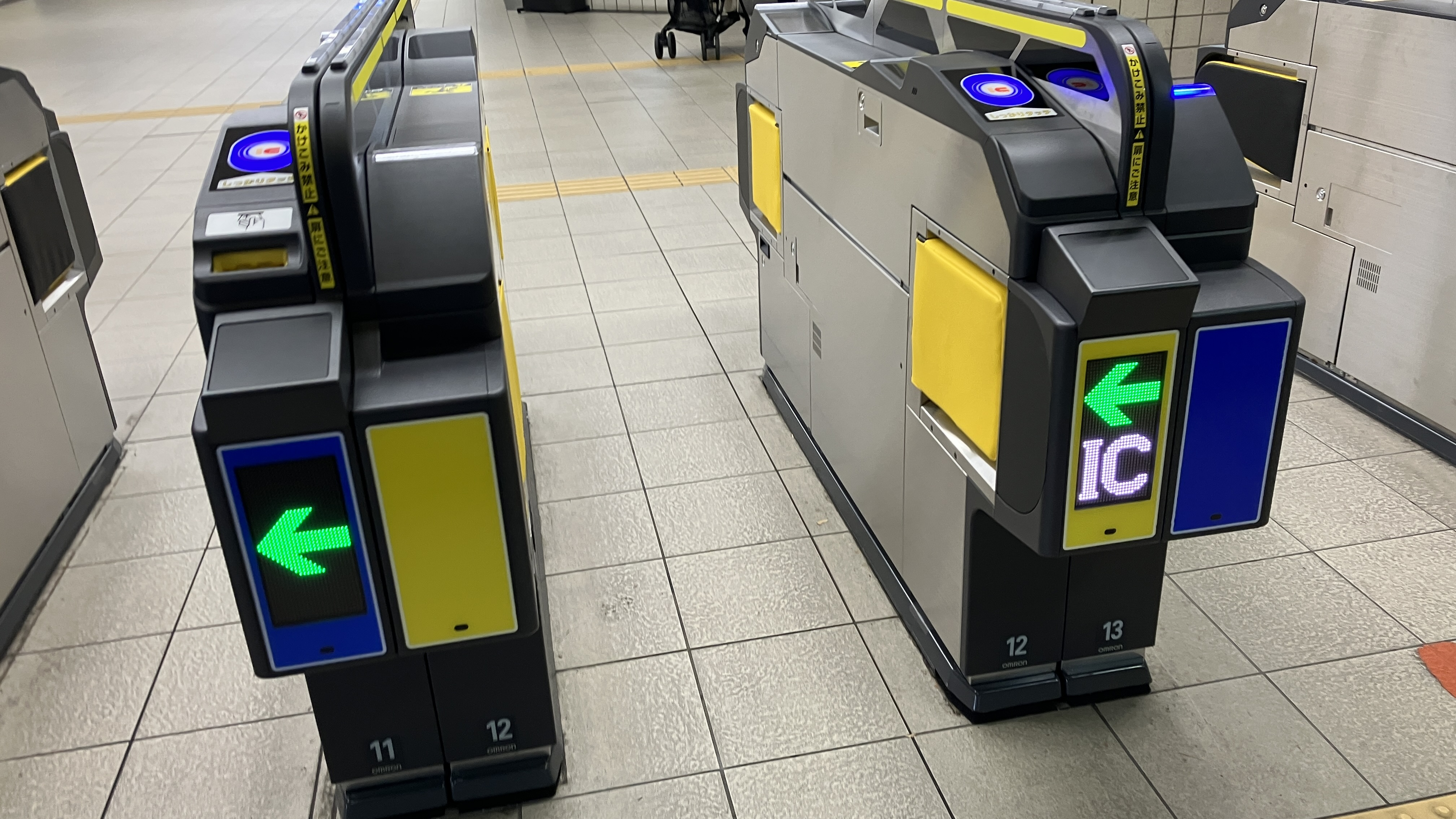
更新後のIC専用改札機

#### 企画乗車券
以下の各項目を参照。
- 阪急阪神1dayパス
- 阪神・山陽シーサイド1dayチケット
- 阪神・明石市内1dayチケット
- 高野山1dayチケット
- 奈良・斑鳩1dayチケット
- いい古都チケット

このうち「高野山1dayチケット」「奈良・斑鳩1dayチケット」は、阪神なんば線開業までは梅田駅（現在の大阪梅田駅）経由大阪市営地下鉄・ニュートラムが利用できたが、開業後この2チケットは阪神なんば線経由で利用するように改められた（前者のチケットは大阪難波駅で徒歩連絡乗り換えができ、後者のチケットは同駅から直接接続することになる）ため、大阪市営地下鉄・ニュートラムの利用はできなくなっている（詳細は「阪神なんば線#大阪難波延伸開業による利便性の向上」を参照のこと）。
また、これらの企画乗車券は2025年3月31日で磁気券での販売を終了、翌4月1日からはQRコードによるデジタル企画乗車券に変わった。購入にはスルッとQRttoのWebページよりクレジットカード決済（デビットカードやプリペイド式クレジットカードは使用不可）のみとなっている。
発売駅以外からの利用について、利用当日に限り乗車駅からの普通乗車券を企画乗車券発売駅で提示して購入すると、普通乗車券を回収したうえで購入した企画乗車券と有効区間が重複する部分が払い戻される（公式ホームページの「お得なきっぷ」のページより）。

#### 過去に発売されていた乗車券
- どこでもパス
- タイガースきっぷ - 1994年のみ発売されていた、梅田 - 甲子園間専用の6枚つづりの回数券。普通乗車券サイズ（磁気券）。
- としのせきっぷ - 1990年代から2008年にかけて発売されていた、毎年12月1日 - 31日の1か月間のみ阪神全線（元町駅以東）で使用できた企画乗車券。普通乗車券サイズ（磁気券）で大人用のみ4枚900円で発売されており、梅田駅 - 三宮駅または元町駅間で利用すれば30%近い割引率になった[80]。阪神なんば線が延伸開業した2009年以降は発売されていない。

#### タッチ決済乗車サービス
2024年10月29日より、タッチ決済対応のクレジットカード（およびデビットカード・プリペイドカード）ないしカードが設定されたスマートフォン等を用いて改札口にある専用リーダーにタッチすることで乗車可能となるサービスを、西代駅を除く全駅で実施している。当初は駅長室や各駅係員窓口に設置した専用リーダーでの対応（改札機の開閉は係員による対応）であったが、当サービス開始に合わせて全駅で順次改札機の更新を進めており、更新が完了した駅から段階的にタッチ決済対応の改札機で直接乗降が可能となった。2025年3月21日をもって全駅で改札機でのサービスが可能となったほか、同年4月1日より西代駅でも当サービスが可能となった。なお、小児運賃、定期券には当サービスは対応しない。

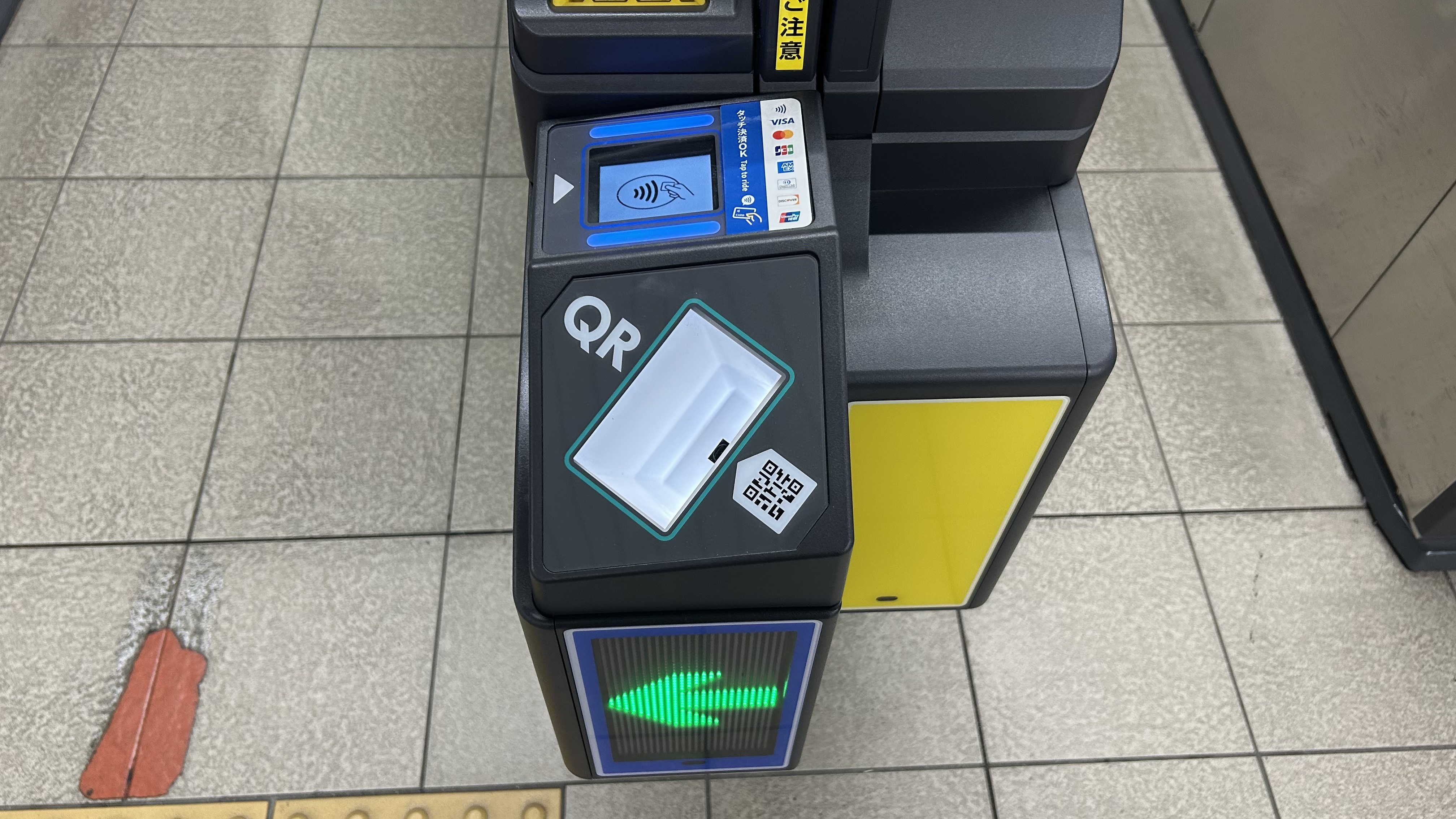
タッチ決済の部分は幅広改札機の奥側にある

### 旅客案内

#### 車内放送
乗務員室にある放送装置には、乗務員同士で通話が可能なインターホンの機能が付けられており、マイクを通じてのみでの通話が可能である（マイクにはスピーカーも搭載）。現在の装置は、操作盤にある照光式の「車内」「車外」「インターホン」（5700系と5500系のリニューアル編成では、それらに加えて「車内外」「扉個別」もある）のいずれかのボタンを押した上で、マイクにあるボタンを押すことで放送または通話が可能な仕組みとなっている。
長らく、操作盤は「放送」「切」「インターホン」のボタンの仕様のものが使われており、その当時は「放送」ボタンを押すだけでマイクのスイッチが入りそのまま車内放送が可能で、マイクに付いているボタンを押すと車外スピーカーに流れる方式としていた。ただ、これは乗り入れ先の山陽電鉄、近鉄とは方式が異なることから、5700系が登場して以降は既存車両は機器を更新し他社に合わせた現在の方式としている。なお、1980年代までの車両では「放送」「インターホン」それぞれのスイッチのレバーを上下させるものであったが、のちにボタン式のものに取り換えられている。
JR西日本との乗換駅である大阪梅田駅や野田駅、神戸三宮駅では競合関係にあるためか過去はJRへの案内が省略されていたが、阪神なんば線開業の2009年のダイヤ改正より案内を行うようになった。ただし、他社線や阪神バス（後述）との乗り換え案内は、原則として23時以降は行わない。
大阪梅田駅を車内放送で案内する場合「梅田、大阪梅田、終点です。」と放送する。また昼間時には「大阪梅田」の後に「阪神百貨店前」が追加される。尼崎駅における阪神なんば線から阪神本線への乗り換え案内では、「大阪・神戸方面」と梅田や三宮・元町を省略することも少なくない。
福島駅を車内放送で案内する場合「福島、ラグザ大阪・ホテル阪神前です。」と放送する。
尼崎センタープール前駅を車内放送で案内する場合「センタープール前、尼崎センタープール前です。」と放送する。これは尼崎駅との区別を明確にするためである。
甲子園駅を車内放送で案内する場合、現在は「甲子園、甲子園球場前です。」と放送する。かつては「甲子園、甲子園野球場です。」と車内、甲子園駅構内でアナウンスされていた。
西宮駅を車内放送で案内する場合、昼間時のみ「西宮、エビスタ西宮前です。」と放送する。ただし十日えびすの期間中は「西宮、西宮戎です。」と案内される。
神戸三宮駅を車内放送で案内する場合は「三宮、神戸三宮です…（略）」と放送する。
最終到着駅を案内する場合、梅田駅など終端駅の場合は「●●（駅名）、終点です。」、そうでない場合は「終着、●●です。」と案内する。
阪神なんば線（神戸三宮、新開地始発の奈良行き快速急行を含む）の列車については、行先、種別の前に「西九条、難波方面」を付け加えて放送することが多い。
全駅でどちらの扉が開くか案内する。また、通過運転を行う区間では、到着放送の結びに到着駅名の再案内を行う（例：「西宮、エビスタ西宮前です。乗り換え案内をします。各駅停車ご利用の方は左側、1番線の電車にお乗り換えください。阪神バスご利用の方はお乗り換えください。西宮を出ますと、次は、甲子園にとまります。出口は左側です。西宮です。」）。
普通列車ではかつて、駅到着直前の放送は原則として行わず、各駅を出発後に「次は、●●、●●です。出口は●側です。」を1回のみ放送していた時期があったが、2009年3月20日以降は普通列車でも駅到着直前の放送が行われている。
2012年3月20日のダイヤ改正前まであった阪神なんば線内の各駅に停車する奈良行の快速急行（同改正で快速急行の全列車が「尼崎 - 西九条間ノンストップ運転」となった）の尼崎到着時の車内案内は「大阪難波まで各駅に停車」と「鶴橋まで各駅に停車」と両方あり、必ずしも統一はされていなかった。ただし事実上は近鉄奈良線の鶴橋まで各駅に停車するため後者も誤りではない。
2014年より運転を開始した近鉄22600系電車による貸切列車が御影駅を通過する際は、上りでは石屋川駅手前で、下りでは住吉駅手前で「間もなく、御影駅を通過します。電車が揺れますのでご注意ください。」と放送を行う。また、上りでは乗務員交替となる桜川駅（乗客は下車不可能）で、下りでは乗客の下車する各駅で「阪神電車をご利用頂きありがとうございました」と放送を行う。
2016年3月19日のダイヤ改正からは、車内での駅到着時の乗り換え案内では「乗り換えのご案内をします。」などと丁寧な表現が用いられている。
- 甲子園駅、西宮駅到着時には「阪神バスご利用の方はお乗り換えください。」と案内する（これは阪神電鉄バス時代から行われている。）。但し尼崎駅では阪神バスが乗り入れているにもかかわらず、乗り換え案内はしない。また阪神バスでも、尼崎市内線（旧尼崎市交通局の路線）への案内は行われていない。
- 御影駅に到着する際には、「六甲山へお越しの方はバスにお乗り換え下さい。」と案内する。これは六甲山のレジャー施設の開発運営を阪神電鉄が行っているためである。ただし御影駅前には阪神バスではなく神戸市交通局バスが乗り入れている。また西宮と違い、阪神百貨店が入居する施設である「御影クラッセ」の案内は行われていない。

2017年2月から、「姫路」は「山陽姫路」、「難波」は「大阪難波」、「日本橋」は「近鉄日本橋」、「奈良」は「近鉄奈良」など、それまで省略して案内していた駅名は全て正式駅名で案内するようになった。但し、車両側の表示器は他社車両も含めて「大阪難波」以外は従来のままとなっている。
2019年3月20日より、阪神なんば線内と本線の快速急行で多言語自動放送を開始した。これは、乗り入れ先の近鉄が先行して車掌が携帯するタブレット端末を用いて多言語自動放送を行っていることに追随したもので、タブレット端末を車両側のコネクタに接続してタッチパネルを操作し、日本語と英語、一部で中国語・韓国語による多言語自動放送を行うものである。なお、これらは全て音声合成ソフトで作成した人工音声である。まず、先行してコネクタが取り付けられた1000系と9000系、そして阪神電鉄線乗り入れ対応の近鉄車両において開始し、のちに8000系・9300系にもコネクタが取り付けられたため、本線内では快速急行に加えて直通特急・特急・急行でも、2020年3月14日のダイヤ改正以降にタブレット端末のコネクタを取り付けた編成で多言語自動放送を始めている。さらに2021年1月以降は山陽車両にもコネクタを取り付ける改造を行い、山陽電鉄でもタブレット端末を導入したため、大阪梅田駅 - 山陽姫路駅の全区間において自動放送を行っている。原則として早朝と夜間では自動放送は行わないが、早朝・夜間でも車掌の裁量で使用することもある。但し、普通用車両（ジェットカー）にはコネクタが取り付けられていないため、本線・神戸高速線では急行系車両も含めて普通では全て車掌の肉声による案内である。また、阪神なんば線大阪難波駅 - 桜川駅間の運行は近鉄の乗務員が担当しているため、この区間のみ自動放送は近鉄のタブレット端末で近鉄のフォーマットにより放送されている（アナウンスの声は、日本語のみ男性、英語・中国語・韓国語は女性）。他にも、駅到着時の接続列車の案内などは従来通り肉声放送で行われている。
なお、武庫川線の列車は本線・阪神なんば線に先駆けて自動放送（アナウンスは女性の声で日本語のみ）を採用しているが、ワンマン運転のためタブレット端末の操作による手動ではなく、列車の走行に応じて放送を開始する自動制御のものである。武庫川団地前行きでは行先を「団地前行き」と案内し、終点到着時には「次は、団地前、武庫川団地前。終点です。」と放送する。

#### 駅の列車接近・発車メロディ
1990年から、駅自動放送でシンセサイザーによる接近・発車メロディが演奏されている。発車メロディ・通過列車接近メロディ・遅延発生時ないし緊急時告知メロディはオリジナルだが、停車列車の接近メロディは『線路は続くよどこまでも』が使われている。1990年の導入時は西浦達雄作曲・編曲によるものであったが、2009年1月からは向谷実作曲・編曲によるものに変更され、発車メロディは上り・下りとも同一のメロディとなっている。なお、元町駅と桜川駅のみ発車メロディは予告用のみが流れる（桜川駅1番線では、このあとに近鉄用の信号扱所からの出発承認合図器音〈ブザー音〉が流れる）。また、メロディ更新に合わせて同時に放送の案内の音声も更新している。
頭端式ホーム（梅田駅の全ホーム、神戸三宮駅の2番線）では、入線時の放送フォーマットは独特のものとなっている。駅到着直前は全ての列車で接近メロディを省略し、「まもなく、●番線に電車が参ります」のアナウンスのみを放送する。列車が駅到着後、少し間隔を空けて「●番線に停車中の電車は、■■（駅名）ゆき▲▲（列車種別）です、停車駅は…（普通は「各駅停車、■■（駅名）ゆきです、各駅に停車します」）」と放送する。このほか、梅田駅の全ホーム、尼崎駅2・5番線、神戸三宮駅2番線、新開地駅2・3番線では発車直前から列車がホームを離れるまでの間、男女声とも（ホームによる）「●番線（新開地駅は●番乗り場）から、電車が発車します。ご注意ください」を繰り返し放送している。
停車列車接近メロディは、2011年から放送されているラジオCMでも使われている。
甲子園駅では、阪神甲子園球場での高校野球全国大会開催に合わせて、2013年の夏から全国高等学校野球選手権大会、2015年の春から選抜高等学校野球大会の開催期間限定で停車列車接近メロディを変更している。曲目は「甲子園駅#列車接近メロディ」を参照。
2019年3月より、全駅で頭端式ホームも含めて全ての列車到着ないし通過時に、「電車がまいります」「電車が通過します」のアナウンスの直後に新たにオリジナルの接近メロディまたは通過メロディを加えている。
2023年1月6日および1月20日に阪神本線で運転された臨時有料座席定員制列車「らくやんライナー」の車内放送では、2009年まで使用されていた西浦版の通過列車接近メロディが、案内前のチャイムとして使用された。また、同年1月13日運転のらくやんライナーでは、西浦版の「線路は続くよどこまでも」のメロディが使用された。

#### 駅の案内放送
列車到着時の放送は、「大阪梅田行き・特急」と行先・種別の順に案内しているが、阪神本線の各駅停車のみ「各駅停車・高速神戸行き」と種別・行先の順に案内している（車内放送でも同様）。ただし、列車到着前の乗車位置案内では各駅停車でも種別を後につける文体になる。
2016年3月のダイヤ改正以降、列車到着時には「黄色い線の内側へお下がりください」とアナウンスされている。それまでは「白線の内側へお下がりください」とアナウンスされていた。
発車時の自動放送は、本線では梅田駅・大石駅・神戸三宮駅・元町駅（大石駅は4番線のみ）、阪神なんば線では桜川駅、武庫川線の起終点駅のみ採用している（阪神なんば線開業前は尼崎駅西大阪線ホームと西九条駅でも使用されていた）。それ以外の駅では発車時に自動鳴動する放送はないが、野田駅・尼崎駅・甲子園駅・西宮駅・芦屋駅・御影駅にはホーム上のスイッチにより鳴動する手動の発車ベル（電子音）及び放送が用意されている。このほか、駅員が使用するワイヤレスマイクにも手動の発車ベルのスイッチが付いているため、駅員がマイクのスイッチを操作して発車ベル（電子音）を鳴らすこともある。優等列車と普通列車の接続が行われる場合、優等列車発車時に必ず普通列車乗務員がホームに降りて放送を鳴動させるためほぼ確実に流れる（野田駅と甲子園駅では停車時間の関係により使用されない場合がある）。また、ドーム前駅・九条駅・西九条駅でも発車ベル及び放送（こちらは乗務員や駅員が操作するものではない。ベルの音色とアナウンスの内容や声質は同じ）が用意されており、必要な場合に使用される。
2017年2月から、車内放送と同様に、駅の発車標や時刻表でも省略して案内していた駅名は全て正式駅名で表記するようになり、また自動放送についても全て正式駅名でアナウンスするよう改められた。
駅での警告放送（台風接近時の運行取り止め予告）やイベント案内放送（甲子園球場での高校野球開催中など）、啓発放送については、HOYAのVoiceTextを採用して以降は人工音声によるものも放送されている。

#### 駅名標・駅の案内サイン・発車標
かつては、旧国鉄に準じた「丁字矢印」形式の駅名標であったが、平仮名は使用されず漢字のみが記載されているものであった。その後同じく「丁字矢印」形式であっても、上部よりローマ字の大文字、平仮名で駅名が書かれ、前後の駅は平仮名のみが記載されたものが使用された。
1970年代に入ると、京阪電気鉄道や南海電気鉄道にも見られたタイプの駅名標に代わり、当初は白地に黒色、のちに白地に青色で駅名、前後の駅は青色地に白文字で記載されている物が長らく設置されていたが、2009年1月下旬より全線で青がベースで白文字の新しい駅名標に統一されている（阪神なんば線の西九条駅から福駅までのホーム延長部分の駅名標は最初から設置、尼崎駅西大阪線ホームにあった旧駅名標も阪神なんば線開通日に新しい駅名標に交換された）。
これと同時に駅の案内サインもほぼ全面的に刷新され、ユニバーサルデザイン（ピクトグラムも使われている）に基づいた表示に更新されている。この駅名標は2010年10月1日より神戸高速鉄道東西線花隈駅を除く各駅にも導入された。なお、花隈駅には阪急タイプの駅名標が導入されている。
共同使用駅である大阪難波駅と西代駅は、それぞれ駅を管轄する近畿日本鉄道、山陽電気鉄道仕様の駅名標となる。
2014年3月には、翌月4月1日より導入する駅ナンバリングに対応した駅名標（駅名横に駅番号を追加したもの）への取り換えが行われ、デザインも若干変更された。
2022年以降は光熱費節約のため、駅名標のほか駅の案内サインなどで、蛍光灯などバックライトがない（光らない）ボードタイプのものへの交換が進んでいる。
「縦書きタイプ」の駅名標（ホームの上屋柱などに取り付けるタイプのもの）を設置している駅は1つもなかったが、阪神なんば線の2009年に開業した駅（九条駅、ドーム前駅、桜川駅）およびリニューアル後の神戸三宮駅に設置されたほか、神戸高速線内にも古い縦書き駅名標が存在する。
駅名標・車内案内表示器の英字表記は阪急や京阪と同様一文字目が大文字で、以降が小文字となっている（例：神戸三宮は「Kobe-Sannomiya」、画像も参照）。一方で、車体正面・側面の種別・行先表示器や駅構内の発車標での種別・行先表示では、未だに全て大文字のみとなっている（例：特急は「LTD.EXP.」、神戸三宮は「KOBE-SANNOMIYA」）。なお、2017年2月より、行先や停車駅の表記は、「姫路」が「山陽姫路」、「奈良」が「近鉄奈良」、というように省略はせず正式駅名での表記に改められている（英語表記も同様）。
駅の発車標は、かつてはソラリー式が主に使われたが、1990年代から3色LED式（野田駅・西宮駅・元町駅は液晶式）が主流となり、阪神なんば線延伸開直前の2008年からはフルカラーLED式の設置または更新が行われている。また、字幕式が尼崎駅で阪神なんば線延伸開業前まで使われたほか、ソラリー式は最後に残った甲子園駅で2012年まで使われた。また、野田駅・甲子園駅・西宮駅・御影駅・神戸三宮駅（大阪方面行き）の各島式ホームでは、従来の左右のりば独立したものに代えて直近4列車を一括で表示する大型のものが設置されている。大阪梅田駅では、2021年から供用開始した新しい1番線ホームにて、阪神の駅では神戸高速線以外で初となる液晶ディスプレイ（LCD）式発車標が取り付けられた。
他にも、主要駅の駅改札口には直近2〜4列車が表示されるフルカラーLEDディスプレイ（大阪梅田駅はLCDディスプレイ）が設置されているほか、現在は全ての駅の改札口に上下線とも直近2列車が表示される（運転見合わせなどアクシデント発生時はその状況も表示される）LCDモニターが設置されている（基本は天井据え付けの大型だが、久寿川駅など大型モニターの設置が難しい駅の改札口には据え置きのタッチパネル式小型モニターが設置されている）。

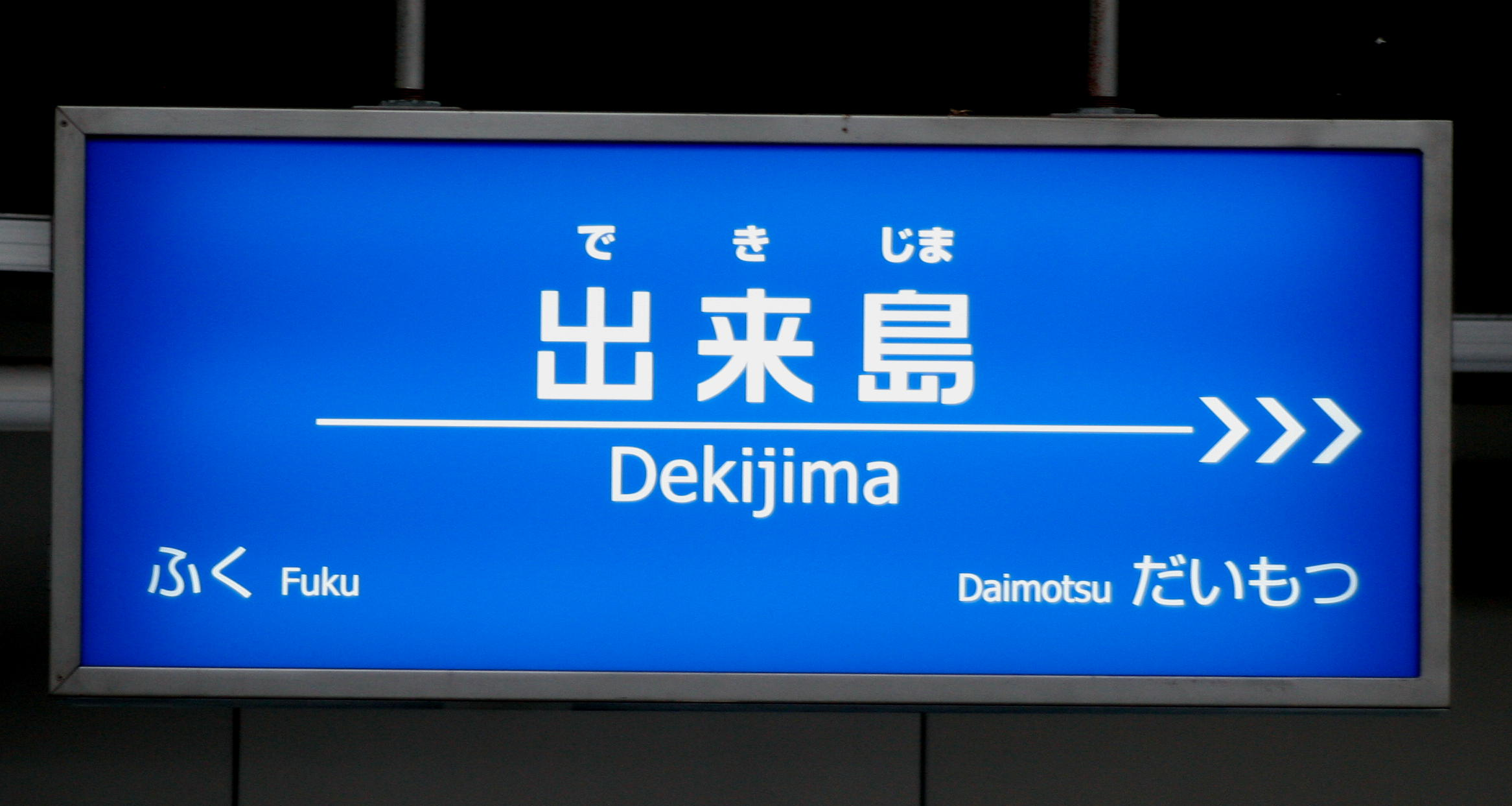
阪神の駅名標（駅ナンバリングが入る前）
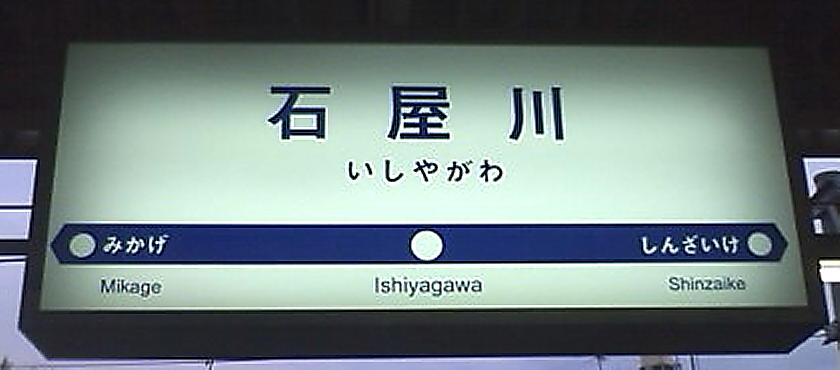
以前の駅名標。一部の駅（主に、阪神大震災前後に高架化または改良工事が行われた駅）のみでしか導入されなかった。
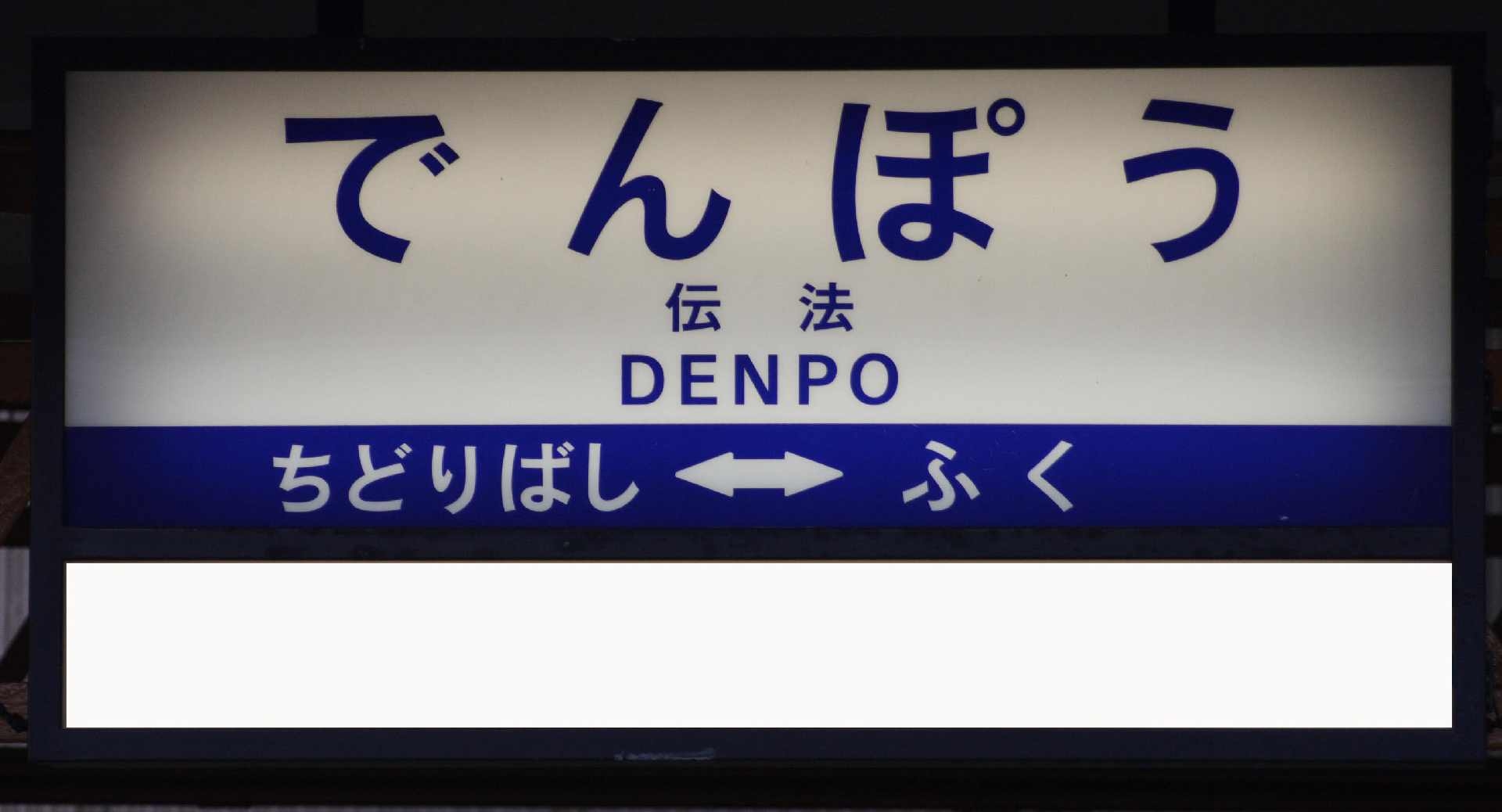
以前からの駅名標。ほとんどの駅には下に広告が入っている。
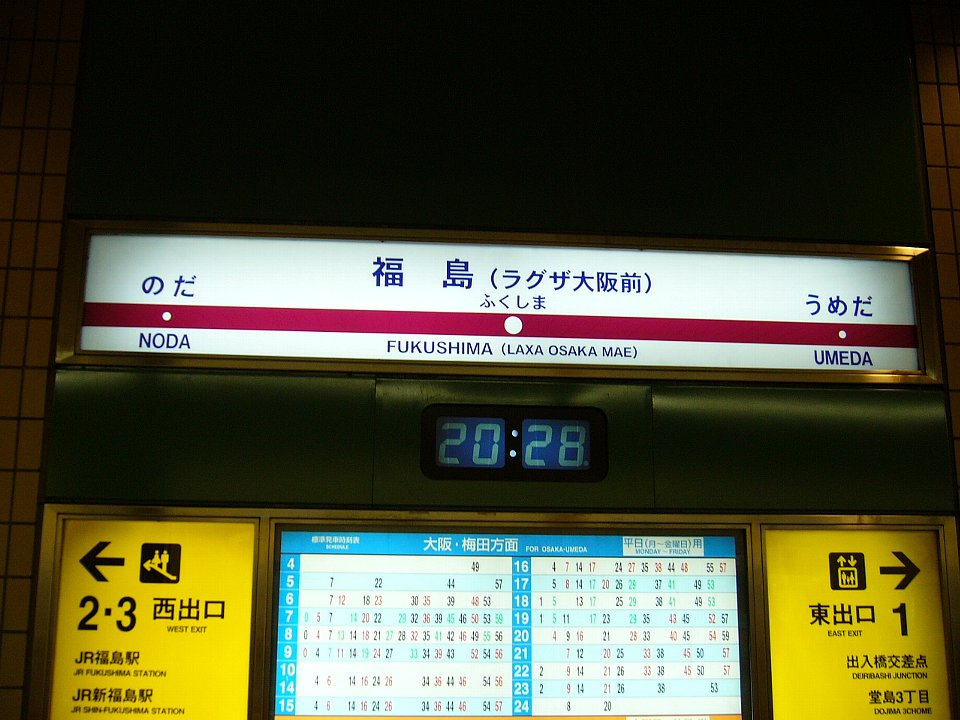
福島駅のみの独自の駅名標（現在は駅ナンバリングが入ったものに取り替えられている）

#### 駅ナンバリング

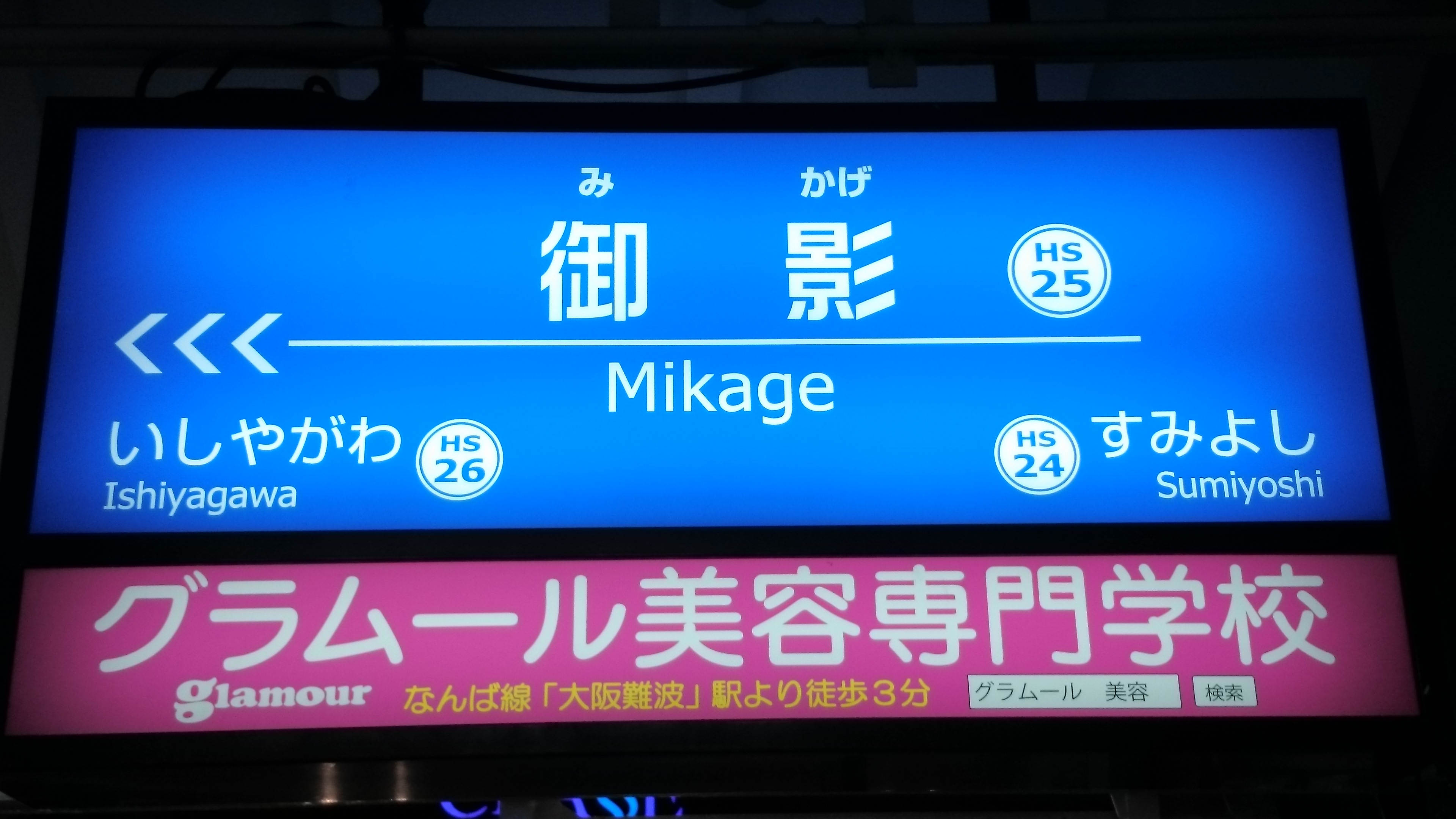
駅ナンバリングが入った駅名標

2014年4月1日より、阪神全駅で駅ナンバリングを導入した。最初に発表した時点では近畿日本鉄道と協議中であったため『近畿日本鉄道管理の大阪難波駅を除く』としていたが、最終的には大阪難波駅も同日より導入することになった。路線記号は「HanShin」から「HS」となる。導入に先駆けて同年2月頃より一部車両の車内案内表示で駅ナンバリングが表示されており、3月に入り駅名標や車内の路線図が新しいものに交換された。
- 本線 大阪梅田駅 (HS 01) - 元町駅 (HS 33)
- 神戸高速線 西元町駅 (HS 34) - 西代駅 (HS 39)
- 阪神なんば線 大阪難波駅 (HS 41) - 出来島駅 (HS 49)
- 武庫川線 武庫川団地前駅 (HS 51) - 東鳴尾駅 (HS 53)

数字は阪神本線・神戸高速線が00 - 30番台、阪神なんば線が40番台、武庫川線が50番台となり、大物駅、尼崎駅、武庫川駅は本線の駅ナンバリングが付与され、西代駅では山陽の駅番号であるSY 01、大阪難波駅では近鉄の駅番号であるA01も付与される。
駅名標への駅ナンバリングの記載については、大阪難波駅（近鉄仕様）は阪神・近鉄両方が、西代駅（山陽仕様）は阪神・山陽両方が記載されている。

#### 方向板
列車の先頭車両に掲げられていた種別や行き先を示す方向板は、以下の通り。
- 基本は縦長の四角形で、正面右（つまり運転台の前）に掲示。原則として起点と終点の両方が入っており、本線系は青文字、支線系は黒文字で縦書きとなっていた。
  - 普通 - 最終まで使用されたタイプは行き先が交換できる方式となっていた。武庫川線はワンマンになる直前までは、緑地に白文字で書かれた行き先同士を波で結ぶ形となっていた。これは普通で使用されたほか、赤胴車では方向幕が設置されている車両は、2016年までは普通の行き先幕が全く入っておらず、「普通」の表示で方向板が使用されていた。このような形式は普通車の方向幕設置車と非設置車が混結される場合でも同様となっていた。
  - 特急 - 行き先の方向板に加え、横長の四角形で黄色の翼形のマーク（マークの下に赤文字で「特急」）が描かれた種別板を貫通扉に掲げて併用していた。ただし、高校野球の開催期間中は翼形ではなく「高校野球」「センバツ」と書かれた専用マークのものを使用していた。また、梅田駅 - 元町駅間の特急に限り、横長の四角形で中央に青色の翼形のマーク、その上に「特急」、その下に「梅田⇔元町」と書かれた方向板を掲げていた。なお、「特急」の種別板だけは、表示幕が設置されてからもそのまま継続して使用された（貫通扉にサボ受けがない8000系以降の車両を除く）。
  - 急行 - 縦長の四角形で、上半分は赤文字で「急行」と縦書きされ、行き先はその下に青文字横書きで入っていた。
  - 準急 - 縦長の四角形で、上半分は赤文字で「準急」と縦書きだがその両脇に青の縦長の帯が入っており、行き先はその下に縦書きで入っていた（「尼崎行」のみ横書き）。
- 左の方向板は丸形で、行楽用の波動輸送や朝ラッシュ時のみの列車など、四角形に対し補助的な位置づけとなる列車に使われた。縦書きの「回送」「試運転」「貸切」「工事」のほか、「A」「B」というものもあった（いずれも白地に黒文字）。このほか、白地に赤丸と黒文字「急」や、カモメをモチーフとした「快速急行」、「うずしお」、「競艇マーク」（準急と準急のないバージョン両方あり）、「梅田甲子園ノンストップ特急」、団体用の「もみじ」「あおば」などもあった。
- 両者はステー（留め金）も異なっていたため、左右逆に装着ができず、この仕様は関西大手では阪神のみである。また小型車時代は尾灯が左窓上と右窓下に付いていたため。高性能車時代とは逆に四角形を左窓下、丸形はなんと右窓上に付けていた。
- 8000系などの新形式車両で使用される前面左側窓のマークは、運行開始直後からしばらく使用された直通特急「大阪ライナー」（青地に黒文字、川の流れを示すマーク）、「姫路ライナー」（赤地に白文字、白鷺のマーク）と、タイガースバージョン（黄地に黒文字、タイガースマーク）もあった。他にタイガースマーク（直通特急でも使用）、「高校野球」（直通特急では2013年春までは未使用で、夏以降からは使用）、「区間特急梅田行き」などもあった。
- 赤胴車においては、表示幕が設置される以前は、車体側面のドア3か所のうち両端2か所のドア横にサボ受けが設けられており、運用する種別によって白地に赤文字で「特急」「急行」、西大阪線特急（N特）は紺地に白文字で「特急」、準急は白地に紺色文字で「準急」）と書かれたサボを掲げていた。

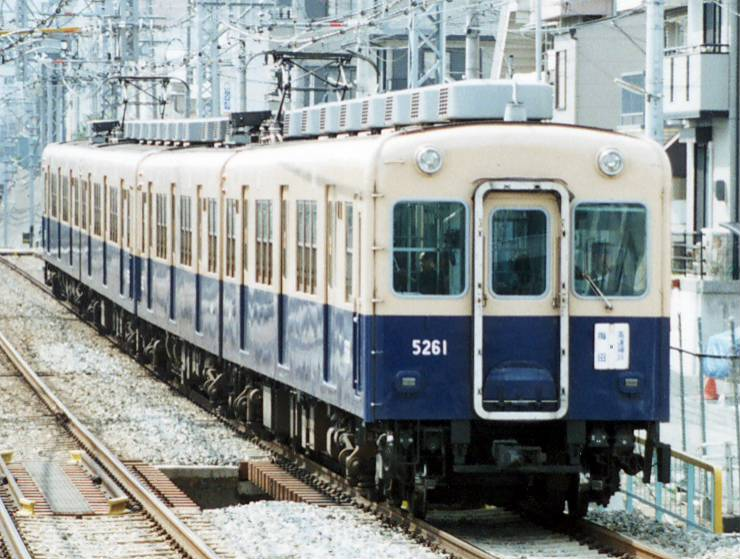
5261形で使用されていた方向板。行き先を交換できるタイプだった。
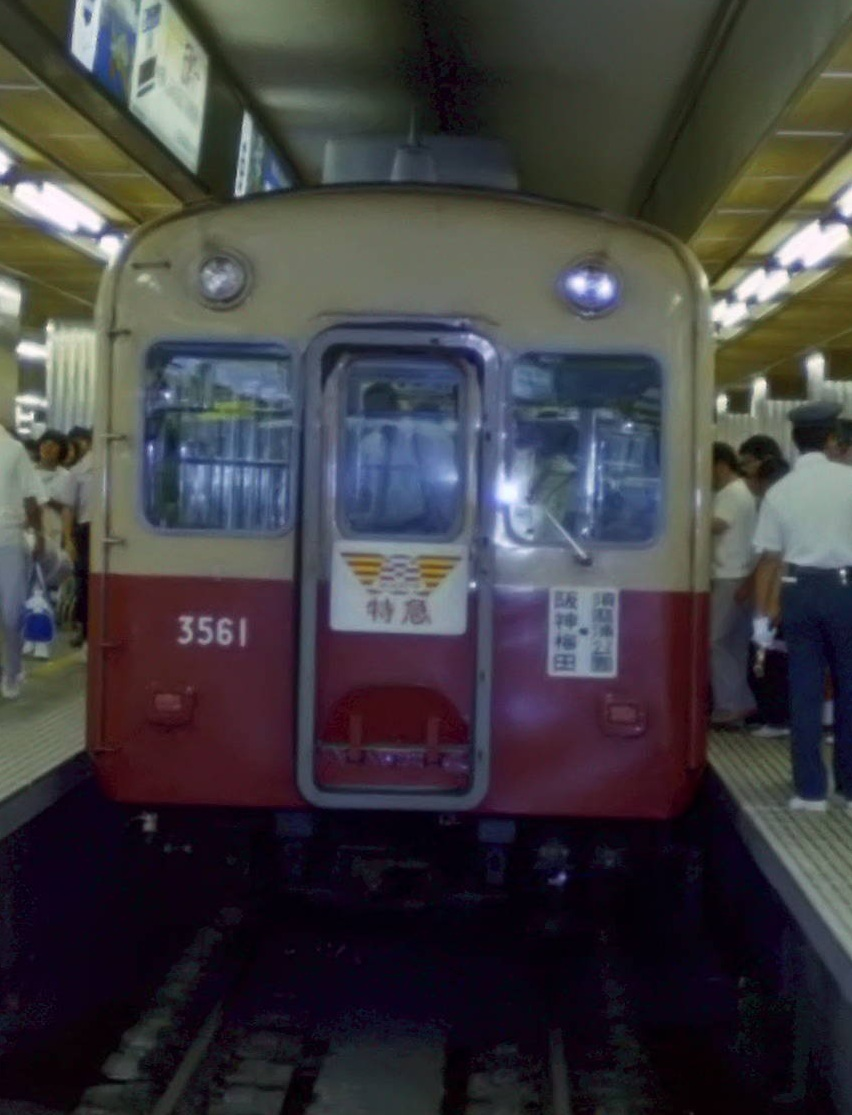
3561形の方向板。行き先と特急マークを併用していた。特急マークは高校野球仕様のもの。
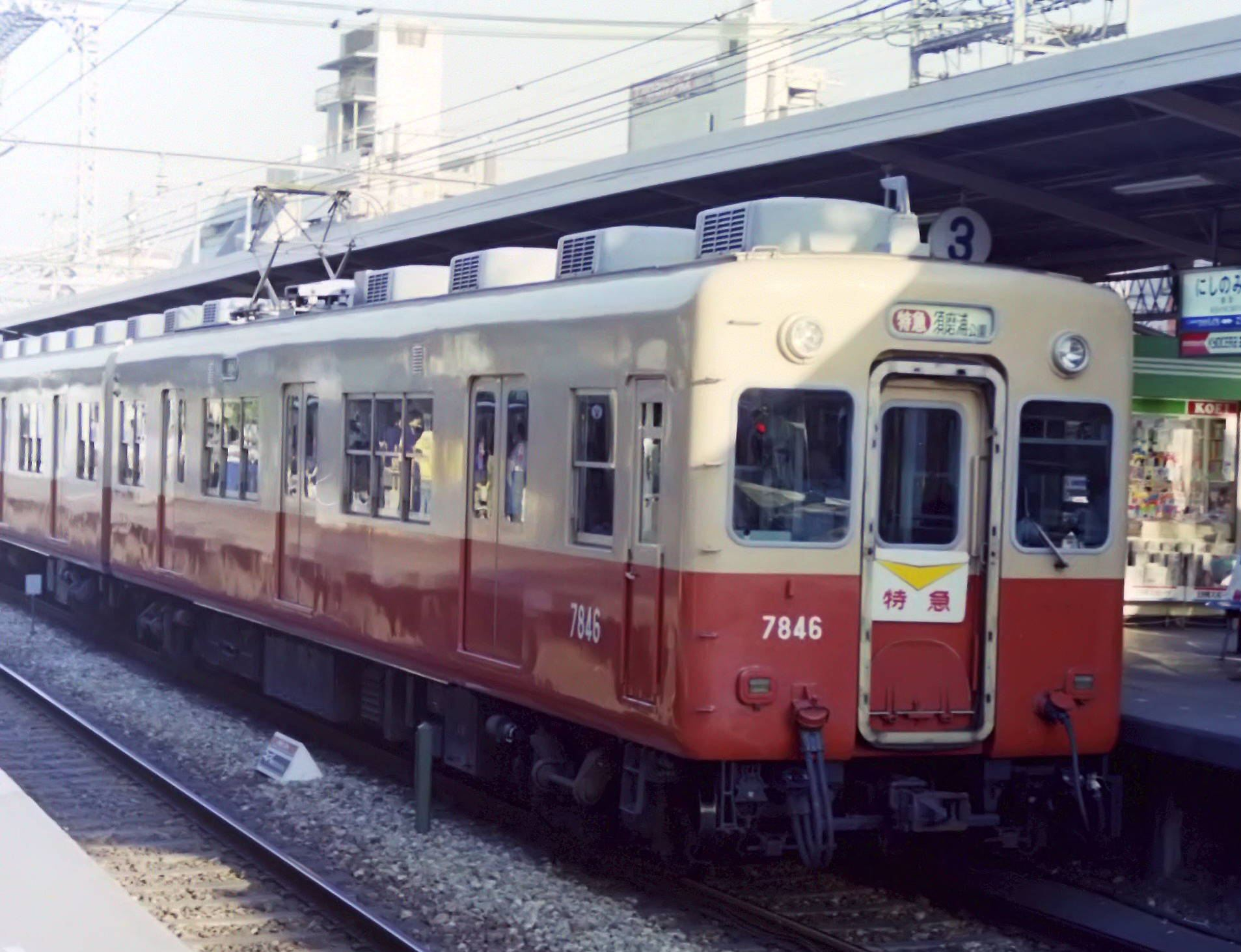
翼形の特急マーク。方向幕になってからも特急マークは2000系の全車廃車直前まで使用されていた。

新造時からの方向幕の設置は、特定の種別に限らず幅広く使用される汎用通勤車の正面という条件に限定すれば、1977年にデビューした3801・3901形からである。京阪の正面方向幕初採用も同じ1977年であり、これは関西の大手私鉄では、もっとも遅い採用であった。比較的製造年度の若い車両も、同じ位置に同じ方向幕が比較的容易に後付けできた為（関西の大手私鉄では、阪急以外の4社がこのケースである）、設置が行われていった。ただし青胴車は当時の新製車もまだ方向板のままで、方向幕設置は1988年からという遅さだった。

### その他特記事項

#### 駅設備
- 駅にあるエレベーターやエスカレーターは、大部分が三菱電機製である。一部の駅では日立製[注 27]、オーチス製[注 28]、やフジテック製[注 29]も設置されているが、東芝製などの他メーカーは一切設置されてなく、東芝製のエレベーターやエスカレーターが一切設置されていないのは在阪大手私鉄では唯一の事例であり、全国の大手私鉄でもほかに西日本鉄道しかない[注 30]。また、エスカレーターには利用者がいない時に自動停止させるセンサーを取り付けていないため、かつては全ての駅で早朝・夜間など駅係員不在時には運転を停止させていたが、現在は一部の駅では終電後〜翌朝始発前を除いて終日稼働させている。
- 2024年3月29日をもって、自社が管理する全49駅（大阪難波駅と西代駅は他社管理駅のため含めていない）中、トイレを設置している47駅（設置がないのは東鳴尾駅、洲先駅）において、全てのトイレで洋式化と温水洗浄便座及び便座クリーナーの設置が完了した。これは、関西の大手私鉄では初の事例となった[89]。

#### 運行情報・遅延証明書
- 2005年12月19日よりウェブサイト上で運行情報の提供が開始されたが、これは日本の大手私鉄では最も遅かった。
- 2015年より順次、各駅改札口天井部に大型液晶モニターを設置しており、運転見合わせや遅延の発生など異常時にはモニターにリアルタイムで運行情報が表示されるようになっている。モニターでは通常時は直近に発車する2ないし4列車を表示しており、駅構内やホームのLED式発車案内板では表示されない駅ナンバリングのマークも付記されている（山陽姫路や近鉄奈良など他社線の駅についても乗り入れ先の仕様で表示しているが、近鉄のものについては同社が採用している字体とは異なるものとなっている）。
  - 大型液晶モニターの設置が難しい一部の改札口については、ダイヤ検索などにも対応した据え置き型の小型タッチパネルモニターを設置している。
- 遅延証明書については、ウェブサイト上での発行を開始したあとも大阪梅田駅など一部の駅では駅員による手渡しが行われたこともあったが、紙での配布は2021年11月末を以って終了した。
- 2018年3月17日より、スマートフォンなどに対応とした「阪神アプリ」を配信開始。リアルタイムでの運行情報のほか、列車走行位置や、各駅における列車行先案内（足元の乗車位置も表示）、各種駅情報などが取得可能となっている[33]。
- また、2018年12月よりツイッターでも運行情報の提供を開始した。平常時は毎日午前7時と午後5時に配信する（外部リンクを参照）[90]。

#### 野球開催時の輸送体制
- 甲子園球場でのプロ野球、高校野球の試合開催時には、甲子園駅と大阪梅田方面（特急が中心）・神戸三宮方面（急行が中心）との間で断続的に臨時列車が運転される（大阪難波方面へは臨時列車の運転はない。また、神戸三宮方面へは試合終了後のみ運行）。甲子園球場の存在が阪急阪神ホールディングス全体においても大きな収入源であり、阪神タイガース及び高校野球の人気チームの勝敗は阪神電鉄の収支に大きな影響を与えている。西武ドームを保有し、埼玉西武ライオンズの親会社でもある西武鉄道も、阪神電鉄の野球開催時の輸送体制を模範としている[91] 。なお、阪神ではこのような臨時列車の運行に柔軟に対応できるよう、それを想定したダイヤを組んでいる。
- 甲子園駅では列車の留置能力が最大3編成まで（上下ホーム副本線と神戸側の留置線）であるため、断続的に臨時列車を運転する場合は尼崎車庫もしくは石屋川車庫から車両を手配する必要があるが、これについては甲子園駅長が野球の試合展開と旅客の動向を見計らった上で輸送指令に必要な本数と時間を指示して列車手配を行っている[92]。また、土曜・休日の夜間では、甲子園駅発着の急行の一部を西宮駅まで延長させて留置線を空ける措置を取っている。
- プロ野球、高校野球ともに、甲子園球場または京セラドーム大阪での試合日の入場券が前売り完売した場合や高校野球の休養日においては、開催当日の改札口の液晶モニター、ホームの発車標やLED表示器などでその旨が表示される。

#### 終夜運転
- 長らく、大晦日深夜から元旦にかけて、武庫川線を除く全線で終夜運転が行われていた。全列車が各駅停車で、本線・神戸高速線は大阪梅田駅 - 高速神戸駅間で、阪神なんば線は全区間（大阪難波駅から先は近鉄奈良方面に直通）で、午前0時台と1時台は概ね15分間隔、午前2時台から5時までは概ね30分間隔で、それぞれ運転された。なお、高速神戸駅から先は、山陽電鉄が接続して須磨浦公園駅まで終夜運転を行っていた。
  - 新型コロナウイルス感染症の蔓延拡大による影響で、2020年の大晦日深夜については、当初は終夜運転は行わず、本線・神戸高速線（大阪梅田駅 - 高速神戸駅間）のみ元日の深夜1時台まで主に定期列車の延長運転で対応する予定であった[93]が、のちに延長運転も取り止めた[94]。2021年以降も終夜運転および延長運転は実施されていない[95][96]。

#### 公衆無線LAN
2013年3月までに阪神の各駅と神戸高速線各駅に公衆無線LANが設置された。利用できるのはauのau Wi-Fi SPOTとワイヤ・アンド・ワイヤレスのWi2 300（au Wi-FiとWi2 300とともにSSIDは「Wi2premium_club」のみ）、SoftBankのソフトバンクWi-Fiスポット (SSID:0001 softbank)、NTTドコモのdocomo Wi-Fi (SSID:docomo) となっている。なおSSIDとしてこれら3つのほかHS_wifiが検出されるが、HS_wifiの用途は不明で、セキュリティが掛かっているため利用はできない。これらは阪神の駅だけではなく、阪神甲子園球場にも設置されている。また阪神の駅や施設だけではなく、阪急阪神グループの駅や、商業施設にも拡大する予定となっている。2013年2月28日からはauとソフトバンクに加え、NTTドコモのdocomo Wi-Fiも利用できるようになった。アイテック阪急阪神が運営に当たっており、阪神のほか、阪急、北大阪急行電鉄、能勢電鉄（SoftBankとドコモは除外）の各路線でも展開されている。

#### 公認サイト
1996年から社内の鉄道ファンによる公認サイト「まにあっく阪神」が開設されていたが、2010年3月末をもって閉鎖された。毎年4月1日（エイプリルフール）にはジョークサイト「はにわっく坂神」が登場していた。

## スポーツ・レジャー事業
レジャー事業は古くから行われており、初期のものでは、本線が営業開始した1905年（明治38年）に開設された打出海水浴場や、1907年（明治40年）開設の香櫨園浜海水浴場（打出海水浴場から移設）や香櫨園遊園地などがあった。全国中等学校優勝野球大会（現在の「全国高等学校野球選手権大会」、いわゆる「夏の甲子園」）も誘致し、会場となった鳴尾球場（かつてタイガース二軍本拠地であった阪神鳴尾浜球場とは異なる）や阪神甲子園球場を相次いで建設した。
その後、阪神甲子園球場では選抜中等学校野球大会（現在の「選抜高等学校野球大会」、いわゆる「春のセンバツ」）も開催されるようになり、昭和になると阪神甲子園球場を本拠地とする職業野球球団である大阪タイガース（1961年に阪神タイガースと改称）を創立した。他にも、明治末期から昭和初期にかけて鳴尾で苺狩りイベントを実施したり、甲子園地区や六甲山地区の開発にも携わり阪神間モダニズムの一翼を担った。
プロバスケットボールB.LEAGUEに所属する神戸ストークスのゴールドパートナーにも就いている。
現在でも直営の施設を持っているが、大部分の施設の運営は子会社の六甲山観光株式会社に委託されており、子会社が所有している施設もある。
2006年に阪急電鉄と経営統合した際には、当初は阪神タイガースの親会社が阪神電鉄から阪急阪神ホールディングスに変更になった（新規加盟扱い）と見做され、NPBから新規加盟料30億円の支払いを求められた。ただ、阪神電鉄側としてはその時点で70年以上にも及ぶ長年の球団保有と社会貢献を果たしてきたことを理由に支払いを拒否し、その後もしばらくの間、実質的な支配が阪神側に残るか、阪急側に移るかを巡って激しい議論が続いた。最終的に、阪急阪神ホールディングスは加盟手数料1億円を支払った上で経営支配を阪神電鉄に残し、阪急阪神ホールディングス（阪急電鉄）は一切経営に関与しないことを確約してNPBとの間で妥協した。
現在の主な直営施設
- 阪神甲子園球場（開設当初は「甲子園球場」。阪神タイガース本拠地、春・夏の高校野球大会会場）
- 六甲高山植物園
- 六甲山スノーパーク（2013年シーズンまで「六甲山人工スキー場」）
- ホール・オブ・ホールズ六甲

子会社によるもの
- ラフィット（フィットネスクラブ） - 株式会社ウエルネス阪神

閉鎖されたもの
- 打出海水浴場 - 1905年7月開設。
  - 香櫨園浜海水浴場 - 打出海水浴場からの移転で1907年7月18日開設、水質悪化により1965年6月29日廃止。

- 香櫨園遊園地 - 当時、関西では最大規模の遊園地であった。1907年4月1日開設、1913年9月廃止。跡地は現在住宅街（一部に阪急神戸本線が通っている）。
- 鳴尾運動場 - 鳴尾競馬場を改造したもの。1916年3月開設、1924年8月1日閉鎖。跡地は現在UR浜甲子園団地の一部。
  - 鳴尾球場 - 甲子園球場の開設に伴い、鳴尾運動場と同じく1924年8月1日閉鎖。

- 南甲子園運動場 - 戦前に全日本アマチュア自転車競技選手権大会や全国中等学校蹴球選手権大会、全国中等学校ラグビーフットボール大会などが開催された。鳴尾競馬場の西側にあった。跡地は現在UR浜子園団地の一部。
- 甲子園プール - 1万人収容スタンドがあった公認プール。阪神甲子園球場の西側にあった。
- 甲子園阪神パーク - 2003年閉鎖。跡地は現在三井不動産プロデュースのららぽーと甲子園（テナントはキッザニアなど）、イトーヨーカドー。
  - 甲子園ボウル - 甲子園阪神パークの北側（西宮市立鳴尾図書館の西側あたり）にあったボウリング場。60レーンもある大規模のものであった。跡地は現在ららぽーと甲子園の一部。
  - 甲子園デラックスプール（後に「甲子園ビーチプール」） - 夏季のみ営業。臨港線を挟んだ南側にあり、跡地は現在ららぽーと甲子園の駐車場。

- 阪神浜田球場 - かつての阪神タイガース二軍の本拠地球場。阪神国道線浜田車庫跡地にあった。跡地は現在商業店舗。
- ボウル阪神 - 阪神浜田球場の西側にあったボウリング場。跡地は現在阪急阪神エムテック尼崎営業所・尼崎工場。
- リゾ鳴尾浜（複合スパリゾート） - 株式会社鳴尾ウォーターワールド（兵庫県西宮市と阪神電気鉄道が中核として出資した第三セクター）。2020年11月30日閉鎖。

## かつて行っていた事業
公式サイトも参照のこと。

### バス事業

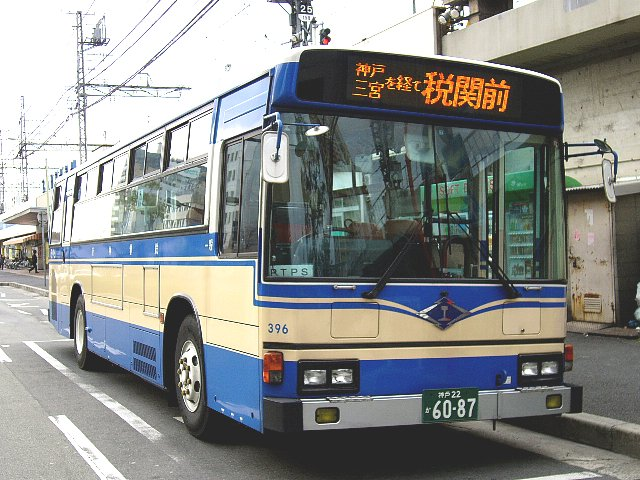
阪神電鉄バス
阪神尼崎にて撮影。正面窓下に阪神の社紋がある。

かつては阪神電鉄バスとして直営で運行しており、大手私鉄直系のバス事業者の中で最後までバス事業の分社化を全く行っていなかったが、採算の悪化により2005年12月14日に子会社として阪神バス株式会社を設立し、翌2006年6月から阪神西宮発着の一般バス路線および三宮 - HAT神戸の路線が同社に移管され、2009年4月1日に簡易会社分割方式により、残りのバス路線もすべて阪神バスへ譲渡された。これにより、関西の大手私鉄各社は全ての会社がバス事業について子会社による運営に切り替わった。

### 旅行事業
阪神電気鉄道は、長年航空事業部門として阪神航空のブランドで旅行事業を展開していた。ホームページ等では航空事業と記載されていたが、運営していたのは旅行事業である。以前は同ブランドで航空貨物代理店（フォワーダー）も営んでいたが、こちらは1999年に「阪神エアカーゴ」として分社している。
1948年（昭和23年）から営業を開始しており、国土交通大臣登録第1種旅行業で登録番号は第33号と古い歴史を持っていた。また、関西大手私鉄の鉄道系旅行業者では唯一の直営での運営であった。店舗は大都市圏（首都圏・関西・名古屋地区）のみのため小規模ではあったが、「（阪神航空）フレンドツアー」と題したヨーロッパ旅行ツアーを中心に展開した。
のちに阪急阪神ホールディングスの一員となったため、阪神エアカーゴも含めた旅行事業については阪急系の阪急交通社と重複することから、阪急交通社、阪急エクスプレス、阪神エアカーゴとの4社を中心に阪急阪神交通社ホールディングスを傘下とする企業グループに再編した上で旅行事業は独立し、2008年4月1日に阪神航空株式会社へと移管した。阪神航空は後に社名変更し、現在は株式会社阪急阪神ビジネストラベルとなっている。

### 不動産事業
阪神電鉄は、創業から10年後の1909年から不動産事業の展開を始め、2018年3月31日まで事業を継続した。阪神電鉄ではかつて不動産事業本部を擁しており、宅地・住宅の開発・分譲のほか、不動産鑑定業務、ハービスOSAKAやハービスENTなどの西梅田再開発事業、エビスタ西宮やウイステなどの商業施設の開発・運営を行っていた。
- 村上ファンドが阪神電鉄株式を取得し始めたのは、阪神電鉄が阪神甲子園球場やハービスOSAKA、ハービスENTなど優良資産を多数保有していることに着目したからであり、不動産事業を撤退した現在でもそれらの資産を多数保有している。

宅地・住宅の開発・分譲については、阪神沿線を中心に沿線開発等を手掛けてきたが、特に2010年代に入ってからは首都圏にも進出するなど阪神沿線以外でも幅広く手掛けた。ただ、分譲住宅事業に関しては晩年は建売戸建（「ハピアガーデン」ブランド）のみとし、マンションは2008年の「ジオ甲子園口一丁目」を最後に撤退した。特に阪急東宝グループとの経営統合後は、分譲住宅事業のうち建売戸建は阪神電気鉄道が、マンションは阪急不動産（当時）が、それぞれ専ら手掛けることで競合しないようグループ内で棲み分けを図った。
のち不動産事業については、事業再編により阪急阪神ホールディングスが子会社化した阪急不動産に移管することとなり、不動産事業本部は独立し2018年4月1日より阪急不動産と経営統合して阪急阪神不動産株式会社（の一部）となった。
不動産事業本部が手掛けた主な分譲物件は、以下のとおり。
- 分譲戸建事業
  - 東加古川住宅地（兵庫県加古川市）
  - 土山稲美住宅地
  - 塩屋とびお台（神戸市垂水区塩屋北町、1982 - 2006）
  - 播磨美原台（兵庫県揖保郡太子町、1991 - ）
  - 神戸・花山手（神戸市北区花山中尾台、1994 - ）
  - 武庫川リバーサイド（西宮市小曽根町、1998 - 2002）
  - 芦屋・春日町（兵庫県芦屋市春日町他、2000）
  - 苦楽園三番町（西宮市苦楽園三番町、2003）
  - 神戸・石屋川（神戸市東灘区御影塚町、2002）
  - 神戸・新在家（神戸市灘区浜田町、2002）
  - コートヴェール芦屋（芦屋市海洋町、2003）
  - 神戸・西灘公園（神戸市灘区都通、2003）
  - 神戸・石屋川公園（神戸市東灘区御影塚町、2003）
  - カルチェリベルテ学園都市（神戸市西区学園東町、2003）
  - 潮芦屋住宅事業コートヴェール芦屋・パークサイドレジデンス芦屋（芦屋市南浜町、JV、2004）
  - 潮芦屋住宅事業コートヴェール芦屋・ビーチフロント芦屋（芦屋市南浜町・涼風町、JV、2005）
  - ハピアガーデン武庫川（西宮市上田東町、JV、2006）
  - 箕面小野原レジデンス（大阪府箕面市小野原西、JV、2008 - 2010）
  - ハピアガーデン東加古川（加古川市野口町、2009 - ）
  - 王寺スカイヒルズ（奈良県北葛城郡王寺町南元町、JV、2009 - ）
  - ハピアガーデン四季のまち（大阪市西淀川区中島、2010 - ）
  - ハピアガーデン寝屋川市幸町 駅の手公園通りの街（大阪府寝屋川市幸町、2012-）
- 分譲マンション事業
  - シップス本山（神戸市東灘区本山南町、JV、1999）
  - ローレルスクエア南甲子園（西宮市南甲子園、JV、2001）
  - クレアフォート西宮 酒蔵通り（西宮市浜町、JV、2002）
  - エイヴィスタワー西宮（西宮市田中町、JV、2002）
  - レフィナード甲子園（西宮市甲子園浦風町、JV、2002）
  - コスモ六甲ガーデンフォート（神戸市灘区新在家北町、JV、2003）
  - カルチェリベルテ学園都市（神戸市西区学園東町、JV、2003）
  - ハピアレジデンス南堀江（大阪市西区南堀江、2003）
  - ジークレフ御影（神戸市東灘区御影中町、JV、2004）
  - ラセラ高槻（大阪府高槻市富田丘町、JV、2004）
  - 御影タワーレジデンス（神戸市東灘区御影中町、JV、2008）
  - ジオ甲子園口一丁目（西宮市甲子園口一丁目、JV、2008）

## 関係企業
阪急阪神東宝グループに属する全企業の一覧は「阪急阪神東宝グループ」を参照。
- 阪急電鉄
- 能勢電鉄
- エイチ・ツー・オー リテイリング
  - 阪急百貨店
  - 阪急オアシス
  - イズミヤ
  - 関西スーパーマーケット
- 東宝
- 阪神グループ
  - 阪神バス
  - 阪神タクシー
  - 阪神タイガース
  - 阪神園芸
  - ハンシン建設
  - 阪神百貨店
    - エビスタ西宮

  - 大阪ダイヤモンド地下街株式会社
  - 阪神ホテルシステムズ - ザ・リッツ・カールトン大阪の経営
  - 阪神コンテンツリンク - ビルボードライブ（東京六本木、大阪梅田、福岡天神）運営主体
  - ベイ・コミュニケーションズ - ケーブルテレビ局
  - 阪神ケーブルエンジニアリング - ケーブルテレビ局の設計、施工、保守管理業務等
  - Be Happy!789（FMキタ） - コミュニティFMラジオ放送局
  - 山陽自動車運送
  - 阪神車両メンテナンス - 武庫川車両工業より継承。
  - 西大阪高速鉄道
  - 神戸六甲鉄道 - 六甲ケーブルや六甲山上バスなどを運営。
  - 六甲山観光 - 六甲山の観光事業
  - ミマモルメ
- 神戸高速鉄道 - 阪急阪神ホールディングスグループ
- 山陽電気鉄道
  - 山陽百貨店
- 神姫バス
- 京福電気鉄道 - かつては阪神の車両が譲渡されたり自社発注車に阪神との共通点が見られるなど、関係が深かった。だが1960年代より京阪電気鉄道が関係強化に乗り出した結果、京福および分社化した叡山電鉄は京阪の完全子会社となり、現在は京阪ホールディングスの連結子会社となっている。
- 近畿日本鉄道
- 大阪シティドーム - 京セラドーム大阪運営会社。第三セクター時代に出資していた。
- 朝日放送グループホールディングス - 朝日放送テレビはANN準キー局で、朝日放送ラジオはJRNとNRNの系列局。阪神との関連が深く、阪神が朝日放送HDの株式を保有している[105]ほか、阪神会長の坂井信也が朝日放送の社外取締役を2018年6月まで務めていた。また、2007年から2011年まで同局のアニメ・特撮番組である「仮面ライダーシリーズ」と「プリキュアシリーズ」のキャラクターを使って夏休み期間中にスタンプラリー（阪急・能勢電鉄と共催）を行っていたほか、かつては一部車両の中扉の浜側右側（サイズはかつて阪急が、現在でも山陽電鉄が採用している正方形サイズの広告枠）に番組宣伝のポスター（「ナイトinナイト」等自社製作の深夜枠が多かった）を出稿していた。また、阪神タイガースのファン感謝デーは朝日放送テレビが企画しており、ダイジェスト版が毎年12月に朝日放送テレビで放送される。
- 関西テレビ放送 - FNN／FNS準キー局。筆頭株主はフジ・メディア・ホールディングスでその持分法適用会社でもあるが、元来阪急系（阪急東宝グループ）の会社であり阪急との経営統合後は関連が深くなった。
- 東京巨人軍（読売ジャイアンツ。東京巨人軍は出資当時の名称） - 戦前の一時期、大阪タイガースの親会社でありながら出資していた。ただしこの当時の巨人軍の筆頭株主は読売新聞社ではなく阪神と同業の京成電鉄であり、また当時は無協約の時代でもあったため、球団の親会社が他球団を含めた複数の球団に出資しても問題視されなかった。なお、読売新聞社も逆に大阪タイガースの株式を保有していた時期があった。
- 読売新聞大阪本社 - 読売新聞の大阪進出にあたり、阪神が仲介して社屋の用地を提供した。
- 三井住友銀行 - 旧住友銀行時代から親密であり、現在でもメインバンクとしている。[注 33]

なお、「阪神」という語は大阪市と神戸市、および兵庫県内に属するの両市の間の地域（阪神間、阪神南県民センターなど）を表すため、阪神高速道路など社名に「阪神」が入っていても阪神電気鉄道や阪神百貨店とは無関係な企業が多数存在する。

## 関連施設
- ハービスOSAKA
- ハービスENT
- ホテル阪神 - 阪急阪神第一ホテルグループ
- ウイステ - 大手スーパーマーケット・イオンの野田阪神店が入居。
- アンスリー - 阪急電鉄と経営統合する前に、南海電気鉄道・京阪電気鉄道との三社で共同経営していたコンビニエンスストア。阪急電鉄との経営統合により離脱し、阪神の駅にあった店舗についてはアズナスに切り替わったが、現在はフランチャイズ契約により駅ホームの売店も含めてローソンとなっている。
- ウインズ神戸 - 阪神電鉄がA館設置者。
- 神戸阪急 - 旧・そごう神戸店時代から三宮阪神ビルが本館の一部となっている。竣工当時は梅田に阪神マートを開業したばかりで百貨店のノウハウがなかったため、そごうをキーテナントとして招へいした。2016年にそごうの屋号のままエイチ・ツー・オー リテイリング（エイチ・ツー・オー アセットマネジメント。イズミヤ旧法人）に運営が移管され、さらに2019年10月1日からは阪急阪神百貨店へ運営を再移管したうえで阪急百貨店に転換した。

## CM・提供番組

### CM
1995年までは朝日放送 (ABC) のテレビとラジオで提供番組を持ち、CMが放送されていたが、阪神・淡路大震災発生後は自粛に入りその後は阪神パーク甲子園住宅遊園のCMが放送された時期があったが、1998年頃の直通特急運行開始の時期、2009年の阪神なんば線開通の時期にそれぞれCMが放送されていた。その後はラジオCMのみとなっていたが、2014年に入り、「阪神沿線物語」でテレビCMが2009年の阪神なんば線開通の時期以来5年ぶりに放送されることとなった。このCMではHD制作となったが、2009年以前のCMは全てSD制作となっていた。2014年時点でのテレビCMの主な出演者は女優の佐藤江梨子とお笑い芸人のハマカーン。ラジオについてはグループ会社のエフエムキタではスポット枠や提供枠を持っており、朝日放送ラジオでは2023年現在はスポット枠や後述の提供番組で放送されている。2011年から2013年まで放送されていたCMは列車到着メロディを使用したCMが放送されていた。
1987年に「ぼくの街の阪神電車」のCMが放送され、CMソングは憂歌団が歌っていた。2017年には同CMを30年の時を越えてリメイクした「ぼくの街の阪神電車2017」が放映される。1987年版と2017年版では構図・CMソングは全く同じであり、阪神タイガースの帽子、阪神百貨店の紙袋が2017年現在のものに変更され、撮影車両も8000系から1000系に変わった。

#### 阪神沿線物語シリーズCM出演者
- 佐藤江梨子 - 森田優子（旧姓 坂本）役
- 吉田哲子 - 坂本みよ子役
- 島崎俊郎 - 坂本清志役
- 山本香織 - 瀬戸直子役
- ハマカーン
  - 神田伸一郎 - 森田達也役
  - 浜谷健司 - 駅員役

このほか、桧山進次郎がワンシーンのみ出演していたこともある。

### 現在の提供番組
- サンテレビボックス席（サンテレビジョン放送分・阪神甲子園球場での阪神タイガース戦のみ）
- ABCフレッシュアップベースボール
- “たいせつ”がギュッと。阪神沿線 - 歴史・芸術・食・ものづくりといった観点から阪神沿線に関わる“人”を クローズアップする番組。阪神グループのケーブルテレビ局・ベイ・コミュニケーションズが制作。同局および阪神・近鉄・山陽沿線のケーブルテレビ各局にて放送

### 過去の提供番組
- スポーツ・パレード - かつてABCラジオで放送されていたスポーツニュース番組。当日のプロ野球の試合結果などを伝えていた。
- ANNニュースレーダー→たいむ6（1983年の放映枠拡大時から）→ニュースウェーブABC→600ステーションABC→ABC News Report→ワイドABCDE〜す - かつてABCテレビで放送されていた提供番組。阪神・淡路大震災発生に伴いCM放映を休止し、そのまま撤退している。
- 渡辺篤史の建もの探訪 - ABCテレビのみで提供していた。住宅情報番組のため当時あった阪神パーク甲子園住宅遊園のCMが中心だった。
- おはよう朝日です - 一時期スポンサーに付いていた。
- 沿線散歩 - 「ときめき沿線ドラマティックロード」の前番組
- 三月の花嫁 on ドラマティックロード（FM大阪）
- 正木明のエコ・スタイル（ラジオ関西制作）
- ABCフレッシュアップベースボール
- MBSタイガースライブ
- ドッキリ!ハッキリ!三代澤康司です（朝9時25分頃のニュースコーナー）
- ABCニュース（テレビ・ラジオ）
- 伍芳（ウー・ファン）のふらっと阪神沿線 - ABCラジオで放送されていた沿線情報番組。